# ミカ・ハッキネン
ミカ・パウリ・ハッキネン（Mika Pauli Häkkinen, 1968年9月28日 - ）は、フィンランド出身の元レーシング・ドライバー。1998年、1999年と2年連続でF1ワールドチャンピオンになり、フライング・フィンと形容されていた。
その走りと人柄の良さで多くのファンに愛され、『AS+F』の人気投票では1992年からF1を引退する2001年まで、10年連続で1位を獲得したほどの人気があり、“北欧の貴公子”，“白夜の国の王子様”とも呼ばれていた。7度の世界チャンピオンであるミハエル・シューマッハはハッキネンを「最強の敵であり、最高に尊敬できるライバル」と認めている。
現在、メルセデス・ベンツとジョニー・ウォーカーのキャンペーン活動の他に、エーシズ・マネージメント・グループ社に加わりドライバー・マネージメント業として、若手ドライバーの発掘と養成にも携わっている。

## F1までの道程

### 生い立ち
フィンランド・ヘルシンキ市近郊のヴァンター市で、短波無線通信士の父ハリーと、秘書である母アイラの長男として生誕。家族は他に姉ニーナがいる。6歳のとき、父親が勤めるヘルシンキ・ラジオ局に行った際、近くのケイモラ・サーキットを見学したが、そこでカートに乗りたいと言いだし、たちまち夢中になりその才能を磨いていった。ハッキネンがカートを続けていくレース資金の捻出のため、父親が本業の他にパートタイムでタクシー運転手も務め、手書きの企画書を作成しスポンサーを探した。母親も毛皮競売会社での倉庫管理とスーパーマーケットのレジ打ちを掛け持ちして行なっていた。

### カート
ハッキネンは1981年にF-ミニクラス国内チャンピオンを獲得し、1982年にはロニー・ピーターソンメモリアル選手権のチャンピオンになった。そして1983年から1986年まで、4年連続でFNクラス国内チャンピオンに輝いた。1984年にはフランスのラヴァルで開催されたカート世界選手権でミハエル・シューマッハと初対決している。ハッキネンがフィンランド国内のみで走っていたのとは対照的に、シューマッハはすでにヨーロッパ各国で走っていたのでシューマッハのほうがカート界で有名であった。シューマッハはこのレースに優勝したが、ハッキネンはスタートが悪く、燃料系のトラブルを抱えており、3番手を走行中にイタリアのロベルト・コルチアゴと接触し、スピンした。このレースにはのちにCARTでトップレーサーとして活躍するポール・トレーシーも出場していた。1986年末、それまでのハッキネンの活躍に注目したAKK（フィンランド・モータースポーツ協会）の会長が、懇意にしており、スポーツエージェント企業「ユーロ・プロモーション」を設立していた1982年F1ワールドチャンピオンのケケ・ロズベルグに「すごく速い少年がいるから彼のことを頼む」とマネージメントを依頼した。自らの目でもハッキネンの才能を確認したロズベルグは、以後ハッキネンがF1から引退するまで長く支援した。

### ジュニア・フォーミュラ
1987年にフィンランド・スウェーデン・スカンジナビアのフォーミュラ・フォード1600の3シリーズで全てチャンピオンを獲得すると、同年のオフにドニントン・パークで行われたマールボロ・ドライバー・オーディションで合格しマールボロからのサポートを獲得。1988年からイギリスへと活動拠点を移し、ドラゴン・モータースポーツに所属してGM・ロータス・シリーズとオペル・ロータス・ユーロシリーズでそれぞれチャンピオンを獲得した。

### F3

#### 1989年
ドラゴン・モータースポーツからイギリス・フォーミュラ3選手権へステップアップし参戦。チーム（レイナード・トヨタ）の戦闘力に問題があったため、ハッキネンの1年目は決して順調ではなく、選手権7位であった。しかし、ウェストサリー・レーシング(WSR)から出走しシリーズチャンピオンになったアラン・マクニッシュが、チームスポンサーのマールボロからの褒美と、急遽F1参戦が決定したJJ・レートの代役としてパシフィック・レーシングから国際F3000選手権最終戦に参戦する事になったために、F3チャンピオンチームであるWSRのシートに空きが生じた。ハッキネンは同じマールボロからのサポートを受けていたことから最終戦前にWSRへ移籍、初めてドライブするラルト・無限でいきなりF3初優勝を飾った。この好結果により、ハッキネンは1990年シーズンの契約をWSRと交わすこととなった。

#### 1990年

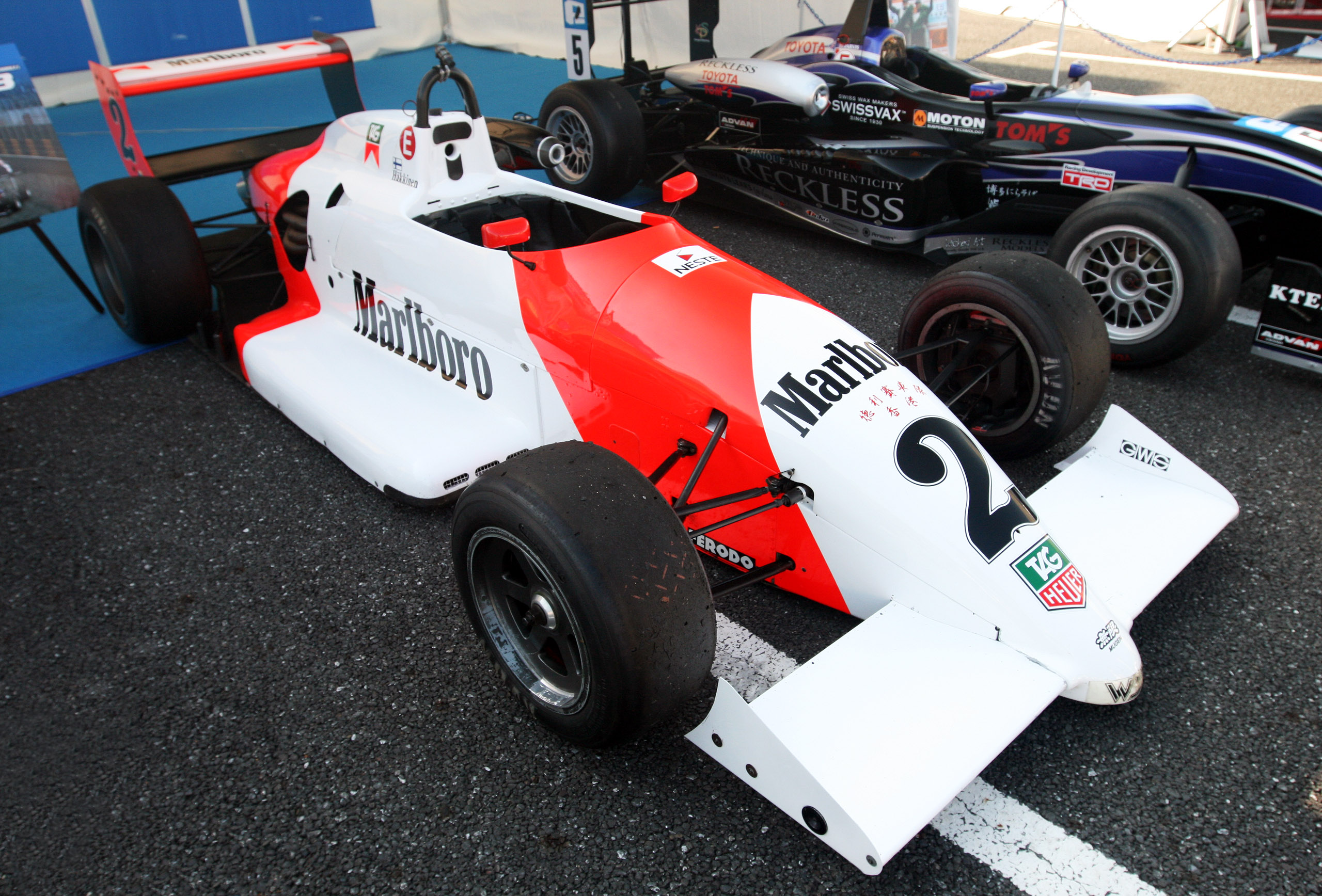
1990年のマカオGPで駆ったラルトRT34（レプリカ）

1月24日、シルバーストーン・サーキットで初めてF1マシンを体験。ベネトンから招待されB188を走らせたハッキネンは、レギュラードライバーアレッサンドロ・ナニーニより速いタイムを叩き出し、注目された。
全17戦のイギリスF3選手権では、同国人であるミカ・サロとの激しい争いになり、"ミカ・ミカ対決"と呼ばれ、話題となった。開幕戦はハッキネンが制し、第2戦をサロと勝ち星を分け合う展開だったが、再びハッキネンが2連勝した直後にサロが3連勝。中盤からはハッキネンが5連勝と圧倒的強さで差を広げる。最終的にはハッキネンは9勝をあげ、イギリスF3チャンピオンとなった。ジャッキー・スチュワートはイギリス人が活躍しない同選手権に対して「ハッキネンとサロをイギリスから追い出してしまえ」とぼやいていた。イギリスF3のほかドイツF3選手権やイタリアF3選手権にも遠征して完勝し、実力的にF3ではほぼ敵なしの状態にあった。イギリスF3チャンピオン獲得でハッキネンは初めて明確に「たぶん、F1も手が届かないわけじゃないぞと思えた」と語っている。
11月にはF3の世界王者決定戦ともいえるマカオGPに参戦。予選ではアイルトン・セナが7年間保持していたコースレコードの2分22秒02をあっさり破り、2分20秒88でポールポジションを獲得した。予選2位にはドイツF3チャンピオンのミハエル・シューマッハが入った。
決勝レースは、第1レグと第2レグの結果を総合して順位が決まる。第1レグでは圧倒的なタイム差でハッキネンが優勝し、2位にシューマッハが入賞した。続く第2レグでハッキネンは、シューマッハにわずかながら先行される。レース中に予選より速い2分20秒81というタイムをマークしていたハッキネンは、このレースでシューマッハに次ぐ2位でも、ハッキネンは第1レグのタイム差から総合優勝できるはずであった。しかし、ハッキネンは最終ラップでトップを走るシューマッハを抜きにかかる。シューマッハはラインを変えてブロックし、両者は接触した。ハッキネンはガードレールに激突しリタイアとなったが、シューマッハはリアウィングを失いながらもそのまま走り続け、第2レグを優勝。結果、総合優勝はシューマッハが獲得した。レースの直後、シューマッハがハッキネンのガレージにやってきて「すまなかった。君が後ろにいるなんて見えなかったんだ」と謝ったが、ヨーロッパに戻ってからシューマッハはテレビ出演し、接触のことを聞かれると「ミカのことは見えていたよ。だから、ブロックしたんだ。あの状況では、僕は勝つために当然のことをしたと思うよ」と答えた。
シューマッハは翌週に富士スピードウェイで行われた「インターナショナルF3リーグ」でも優勝してマカオGPから連勝を飾る一方、ハッキネンは予選からエンジントラブルに見舞われ、選抜レースでクラッシュに巻き込まれて敗退した。
なお、10月30日には翌年に備えてF3000マシンのローラ・T90/50無限ホンダをブガッティ・サーキットでのテスト走行で体験している。これは翌1991年を見据えてマールボロがメインスポンサーをしていたDAMSチームとテスト走行の契約を結び、DAMSのルネ・アルヌーとアラン・マクニッシュからのレクチャーを受けながらF3000を体験するというものだったが、ハッキネンは「ひどいマシンだった。狭くてステアリングもまともに切れない。馬鹿げていて危ないと思った」との感想を持ち、「以前にベネトン（B188）を少し走らせてF1マシンのシャープなフィーリングを知っていたし、F3000マシンの感触には失望しかなかったのでまっすぐF1に行けるならその方がいいと思えた」というハッキネンの話を聞いたロズベルグは、ハッキネンを国際F3000選手権にステップアップさせる予定を変更する。この冬に深刻な資金難に陥り、ドライバー・エンジン・チーフデザイナーという核となる要素を失い存続危機が報じられていたF1チーム・ロータスのマネージャーピーター・コリンズと接触。ロータスが参戦続行できるか不透明な時期だったが、この空きシートをロズベルグはハッキネンのために確保した。

## F1

### ロータス時代

#### 1991年

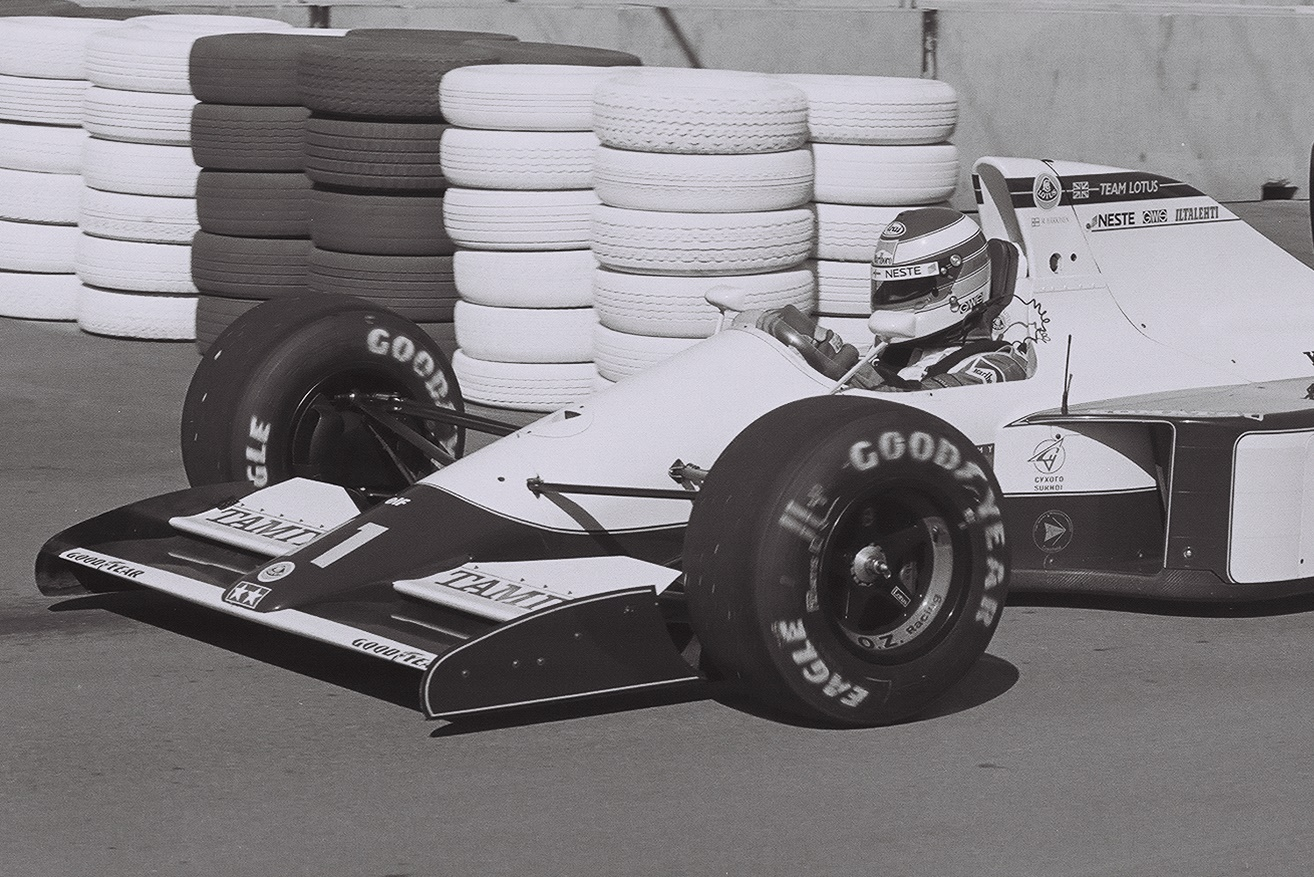
デビュー戦アメリカGP ロータス102Bを駆る

1991年、ロータス・ジャッドからF1デビューを果たす。当時、予選は30台エントリーで走り、決勝26台枠に絞り込むルールであったが、ハッキネンはデビュー戦アメリカGPで予選13位に入った。決勝レースでは市街地コースの路面ギャップにより跳ねた右太ももがステアリング・ホイール解除レバーに当たってしまい時速230km以上でステアリング・ホイールが外れるという珍しいトラブルに見舞われたが、ピットで修復後そのまま走り続けた。60周目にオイルユニオンの破損でリタイアとなったが、ゴール後のアラン・プロストから声を掛けられ「コーナーのライン取りがなかなか良いね」と褒められたことがかなり嬉しかったと自身のコラムで記している。このシーズンのロータスは、前年までのタイトルスポンサーであるキャメルを失い、代わりのメインスポンサーはみつからず、資金難で運営していた。基本設計が2年前から変わっていない旧式のマシン「102B」にハッキネンは乗っていたが、雨のためサバイバルレースとなった第3戦サンマリノGPでは予選25位から5位入賞を果たし、F1初ポイントを獲得した。
しかし、運営資金が乏しく思うようにテスト走行が行えないロータスではシーズン中の戦闘力アップも無く、第5戦カナダGPからの新チームメイトジョニー・ハーバート（同年のル・マン24時間レース覇者）と共に予選落ちも経験するなど中団から下位でのレースが最終戦まで続いた。サンマリノGPで獲得した2ポイントによりドライバーズランキング15位となり、ティレル・ホンダの中嶋悟とブラバム・ヤマハのマーティン・ブランドルと同点であった。
後年のインタビューにて「現実はこの年のロータスで優勝なんて絶対に無理だけど、開幕戦からずっと、どうして自分はポールポジションじゃないんだろう? どうして優勝できないんだろうと真剣に悩んだ。若すぎた僕は宇宙に放り出されて迷子になった気分だった。F1が恐ろしく難しい世界だと思った」と述懐している。

#### 1992年

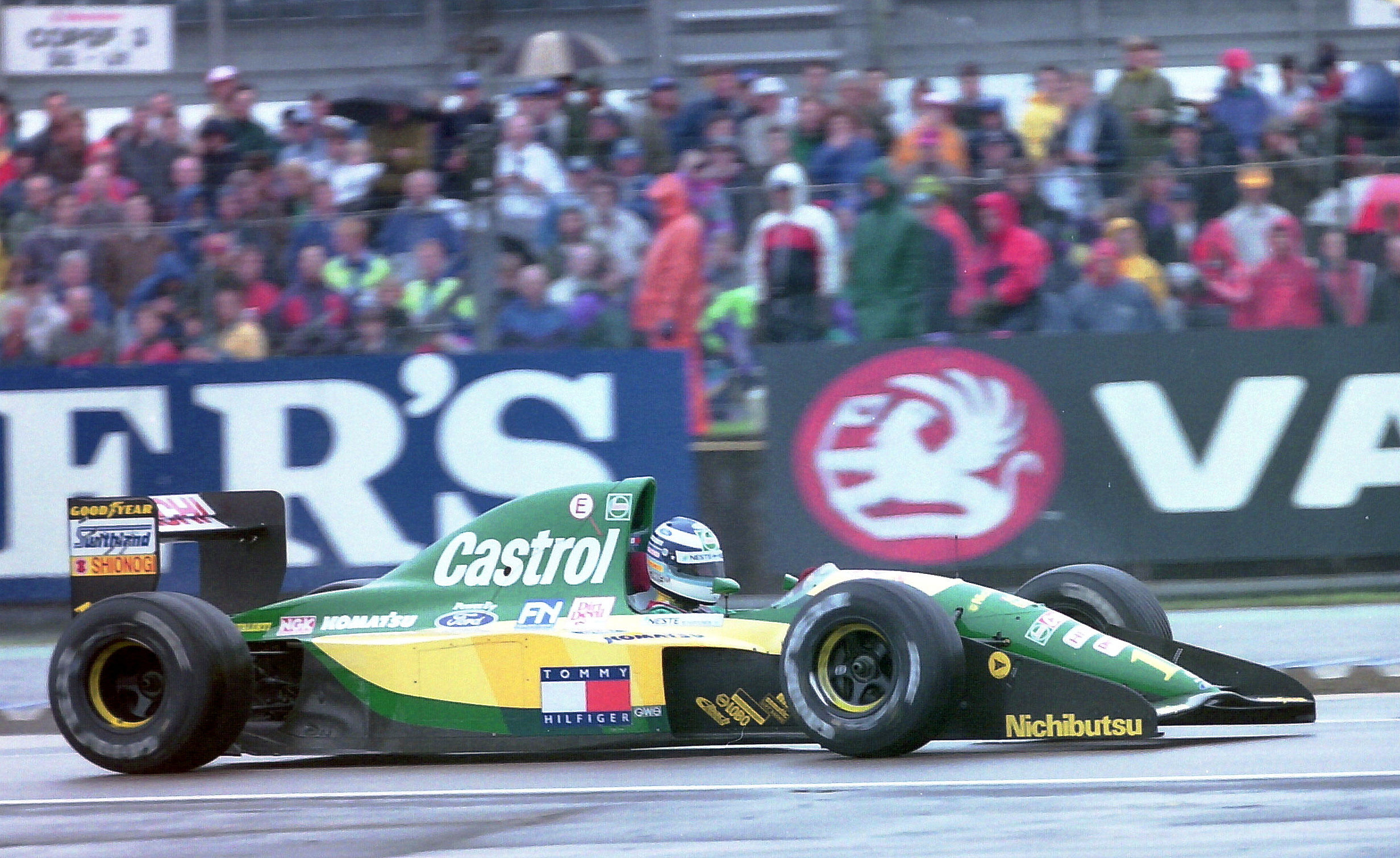
1992年イギリスGP

1992年は、搭載エンジンがジャッドからフォード・コスワース・HBに変わり前年に比べるとマシンの性能は大幅に向上。ハーバートとのコンビも公私共によい関係で、お互い良い成績を収めることができた。シーズン序盤はすでに3年落ちになっていた旧車102Dを駆り、第2戦メキシコGPで6位に入賞した。第5戦サンマリノGPから、開幕戦で先にポイントを獲得していたハーバートのみにニューマシンロータス・107が与えられ、ハッキネンは第6戦モナコGPから同マシンを与えられた。クリス・マーフィーがデザインした107はセミアクティブサスペンションを搭載していた。実際にはアクティブサスのスイッチは切っていることが多かったといわれるが、ハンドリングは良好であった。
特に第12戦ベルギーGPでは、エンジンパワーがトップチームより劣っているにもかかわらず、スタート直後のオー･ルージュからラディオン、ケメルストレートの高速区間でフェラーリのジャン・アレジ、ベネトンのミハエル・シューマッハなどワークスエンジン勢と横一線に並び、それぞれのマシンの底から火花が飛ぶサイドバイサイドのバトルを行った。さらにレース終盤にはマクラーレンのアイルトン・セナと5位争いの最中、ケメルストレートでセナを抑えきり、最終的にはマシンの戦闘力の差から、ファイナルラップに再びマシンの底から火花を飛ばしながらサイドバイサイドで抵抗したもののセナに抜かれ6位に終わったが、ハッキネンの評価は高まった。1992年の全16戦中6度の入賞（最高位は4位2回）を記録して11ポイントを獲得し、ドライバーズランキング8位で終了。コンストラクターランキングでもロータスを5位に浮上させた。しかし依然としてロータスの経営状態は不安定であり、マシン開発やテスト走行も満足に行えない状態が続き、ハッキネンはロータスの将来に不安を抱いていく。
そんな中、フランク・ウィリアムズはハッキネンを高く評価していた一人であった。1993年のシートについては夏にロズベルグがロータスとの交渉を完了させており、9月の第13戦イタリアGPで翌年のロータス残留は発表済であったが、ウィリアムズは幾度となくロータスの監督であるピーター・コリンズに契約の譲渡を持ちかけたとされる。同年のチャンピオンチームであるウィリアムズは、先に契約が発表されていたアラン・プロストのNo.2としてまだ表彰台経験がないハッキネンに白羽の矢を立て交渉をし、奥の手としてコリンズが「契約譲渡金」13億円を要求し、これを支払えばウィリアムズが獲得していいと提案。ハッキネンのマネージャー、ロズベルグが両者の折り合いをつける交渉を進めウィリアムズ移籍が内定したはずであった。ところが、フランク・ウィリアムズは1993年シーズンのエントリー締切日を失念し、過ぎてしまった為にウィリアムズが参戦するには他の全チームの再承認が必要となった。ここでハッキネンを取り戻そうと画策したピーター・コリンズはこれを認めなかった為、ウィリアムズはこの再承認と引き換えにハッキネンを諦めることとなる。こうしてロータス残留かと思われたが、この騒動の隙にマクラーレンのロン・デニスがハッキネン側と交渉。結局マクラーレンと契約した。

### マクラーレン時代

#### 1993年
1993年のマクラーレン・ドライバーのひとりは、前年のうちにアメリカからマイケル・アンドレッティの加入が決定していたが、ハッキネンがチームに加入した時点でアイルトン・セナが残留するかどうかは不確定であった。しかしセナは残留し、ハッキネンはテストドライバーとしてシーズンを過ごすこととなる。その憂さを晴らすようにF1の前座レースとして開催されていたポルシェスーパーカップにポルシェ・964カレラ2で参戦し、格の違う速さで2戦2勝した。またMP4/8のテストだけでなく、6月にマクラーレン製のアクティブサスペンションをフットワーク・無限が購入。その車に装着されたマクラーレン製品の動きを確認するため、ハッキネンがテストドライバー業務として2日間フットワーク・FA14に乗り効果点検作業をするなどの任務も担当した。
そして9月のイタリアGPを最後に、レギュラードライバーのアンドレッティが成績不振とヨーロッパのレース環境に馴染めなかったことからアメリカに帰国することとなった。後任としてハッキネンがレースシートに座ることになり、第14戦ポルトガルGPから実戦復帰した。復帰初戦にいきなりエースのセナを予選で上回り、強烈な印象を与えた。そして第15戦日本GPでは3位に入り、F1での初表彰台に立った。

#### 1994年
1994年はセナがウィリアムズ・ルノーへ移籍し、代わってハッキネンがマクラーレンのエースとして期待されたが、前半戦でプジョーエンジンの性能や信頼性に悩まされたことが、終盤まで響いたシーズンとなった。
エンジンを前年のフォード・コスワースからワークス待遇のプジョーへと乗せ換えたMP4/9はドライバビリティが悪いマシンであった。ハッキネンはチャンピオンシップ争いを繰り広げるウィリアムズ・ベネトンや後半戦から戦闘力を上げてきたフェラーリに対して、苦戦を強いられることとなる。シーズン前半戦は、プジョーエンジンの信頼性が低く、トラブルが多発した。特に第5戦スペインGPでは完走していれば優勝の可能性もあったが、トップ走行中にエンジンブローでリタイア。第9戦ドイツGPでは、多重クラッシュを招いたとして1戦出場停止となった。第11戦ベルギーGP以降は2位1回、3位3回と4戦連続入賞し、徐々にエンジンの信頼性は向上したが、結果的にはドライバーズランキング4位で終わった。
これまでマクラーレンは、提携エンジンメーカーを1992年にホンダ、1993年にフォード・コスワースと変更し、マシンの戦闘力を上げるのに苦労してきた為、プジョーとも複数年契約を結んでいた。しかし、そのプジョーとの契約をこのシーズンのみで打ち切り、翌年はイルモアが開発するメルセデス・ベンツへと4回目のエンジン変更をすることが決まったため、ハッキネンは、また一からエンジン開発をし直していく事となった。

#### 1995年

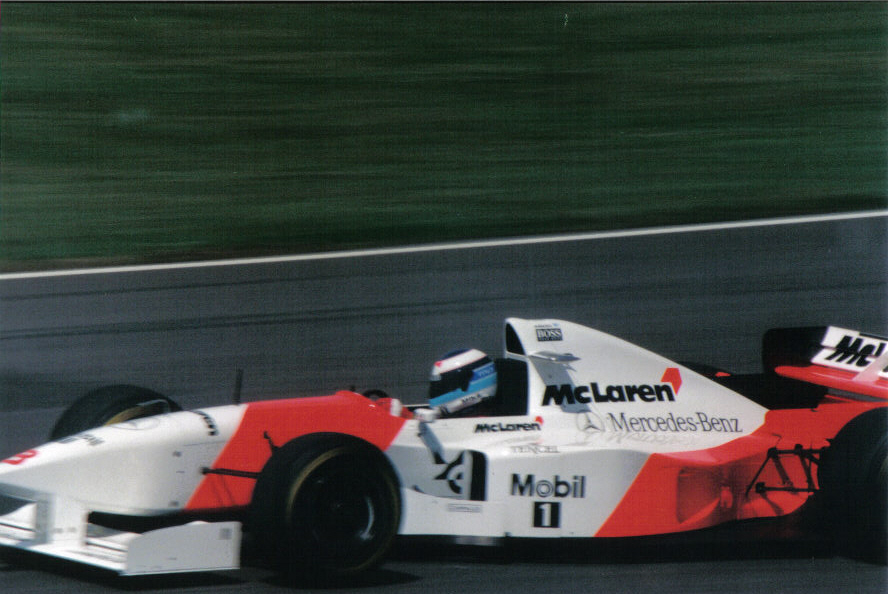
イギリスGP MP4/10Bを駆る

1995年は、メルセデスエンジンと試行錯誤しながらマシンを仕上げるシーズンとなった。
チームメイトにベテランのマーク・ブランデルとかつてのワールドチャンピオンナイジェル・マンセルを迎えたが、予選でハッキネンはどちらに対しても上回る速さをみせた。しかし、エンジンとのマッチングに苦労していたMP4/10は、MP4/10B、MP4/10Cとモディファイされるほど、改善に追われたマシンであった。その為、メカニカルトラブルが続き、ようやく第12戦イタリアGPで2位入賞したが、これは同シーズン3回目の完走及び入賞であった。第15戦パシフィックGPでは虫垂炎のため、欠場。復帰した第16戦日本GPでは2位入賞を果たした。
しかし、最終戦オーストラリアGPの予選で、タイヤのパンクが原因でコンクリートウォールに激突。衝撃で舌を噛み切ってしまうなど選手生命を左右する瀕死の重傷を負い、ハッキネンは1か月半の入院。辛いシーズンを最悪の形で終えることとなる。
前年のモナコGP予選で頭部に深刻なダメージを負ったカール・ヴェンドリンガーに続くこの事故を受け、当時ザウバーが自主的に採用するに留まっていたコクピットのサイドプロテクターを義務化するレギュレーションが、翌シーズンから導入された。

#### 1996年
1996年は、選手生命を危ぶんだ周囲に対し、自らの実力を示すことで復帰への杞憂を見事に払拭した。
1月のテストをウィリアムズから移籍してきたデビッド・クルサードと、前年末からアドバイザー兼テストドライバーになっていたアラン・プロストが進めていた。ハッキネンは2月に戻ってきて3か月半ぶりにドライブし、いきなりフェラーリのミハエル・シューマッハを凌ぐタイムを叩き出した。前半戦はMP4/11のハンドリングに悩まされたが、第6戦モナコGPで使用したツイスティなサーキット専用のショートホイールベース仕様のMP4/11Bのハンドリングが良かったことから第10戦イギリスGP以降、MP4/11Bで走り始めた。メルセデスエンジンの信頼性も向上し、成績もそれまで以上に安定し、シーズン終了時には完走13回、表彰台4回、予選でもクルサードに対して12勝4敗と上回った。
このシーズンをもってマクラーレンは、23年間メインスポンサーだったマールボロとの関係が終了。この訣別により、同シーズンで契約を終了するハッキネンがマールボロの後押しでフェラーリへ、代わりにウィリアムズを離脱することが決まっていたデイモン・ヒルがマクラーレンに加入するという移籍話も出ていたが、結局第15戦ポルトガルGPでマクラーレンはハッキネンの残留を発表した。

#### 1997年

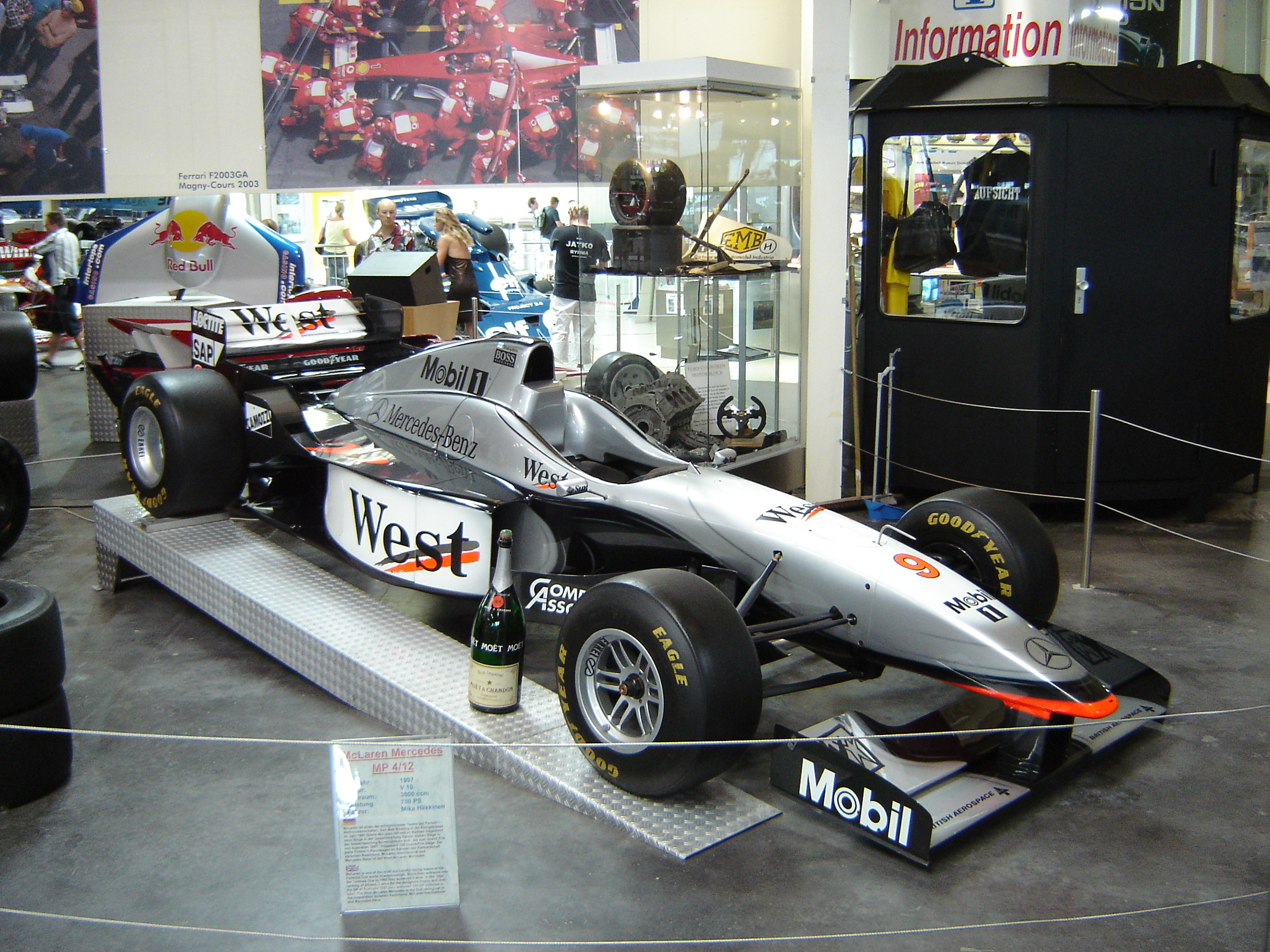
“シルバー・アロー”となったMP4-12

1997年は、チームがインペリアル・タバコグループのレームツマ社と契約して、ドイツ向けたばこブランドであるウェスト（West）をタイトルスポンサーとして新たな出発をしたが、ハッキネンはMP4-12の信頼性に苦しめられた。
トップ走行中の第9戦イギリスGPでは残り7周でエンジンブロー。第13戦イタリアGPでは参戦92戦目で初のファステストラップ（FL）を獲得して、続く第14戦オーストリアGPではフロントローからスタートしてトップを奪ったが、わずか1周でエンジントラブル。次の第15戦ルクセンブルクGPでも初のポールポジション（PP）を獲得し、スタートからトップを走行したものの、再びエンジントラブルでリタイア。ハッキネンは度重なる優勝の機会を失ってきた。しかし、最終戦ヨーロッパGPで最終ラップでこの年の王者となるジャック・ヴィルヌーヴを交わし念願の初優勝を果たし、シーズンラストレースを有終の美で飾った。F1参戦99戦目（出走95戦目）での初優勝はティエリー・ブーツェンの参戦96戦（出走95戦）を上回る、当時としては最遅の初優勝記録であった。
ポイントランキングではチームメイトのデビッド・クルサードに及ばなかったが、予選では17戦中11戦でクルサードを上回った。今宮純は「純粋なドライビング・パフォーマンスではハッキネンのほうがクルサードより上」と評価し、川井一仁は自身が選ぶ「'97 BEST 10 DRIVERS.」でフェラーリのミハエル・シューマッハを1位、ハッキネンを「幾度なく勝利を落としながらも『また次があるさ』と気持ちの切り換えができたのは、自分の速さを疑っていなかったのだろう。シーズン中盤以降の予選順位の平均は3.5番手までという抜群の速さがあり、本来なら3～4勝あげてもおかしくなかった」という理由で2位、ワールドチャンピオンになったウィリアムズのジャック・ヴィルヌーヴを3位とした。

#### 1998年

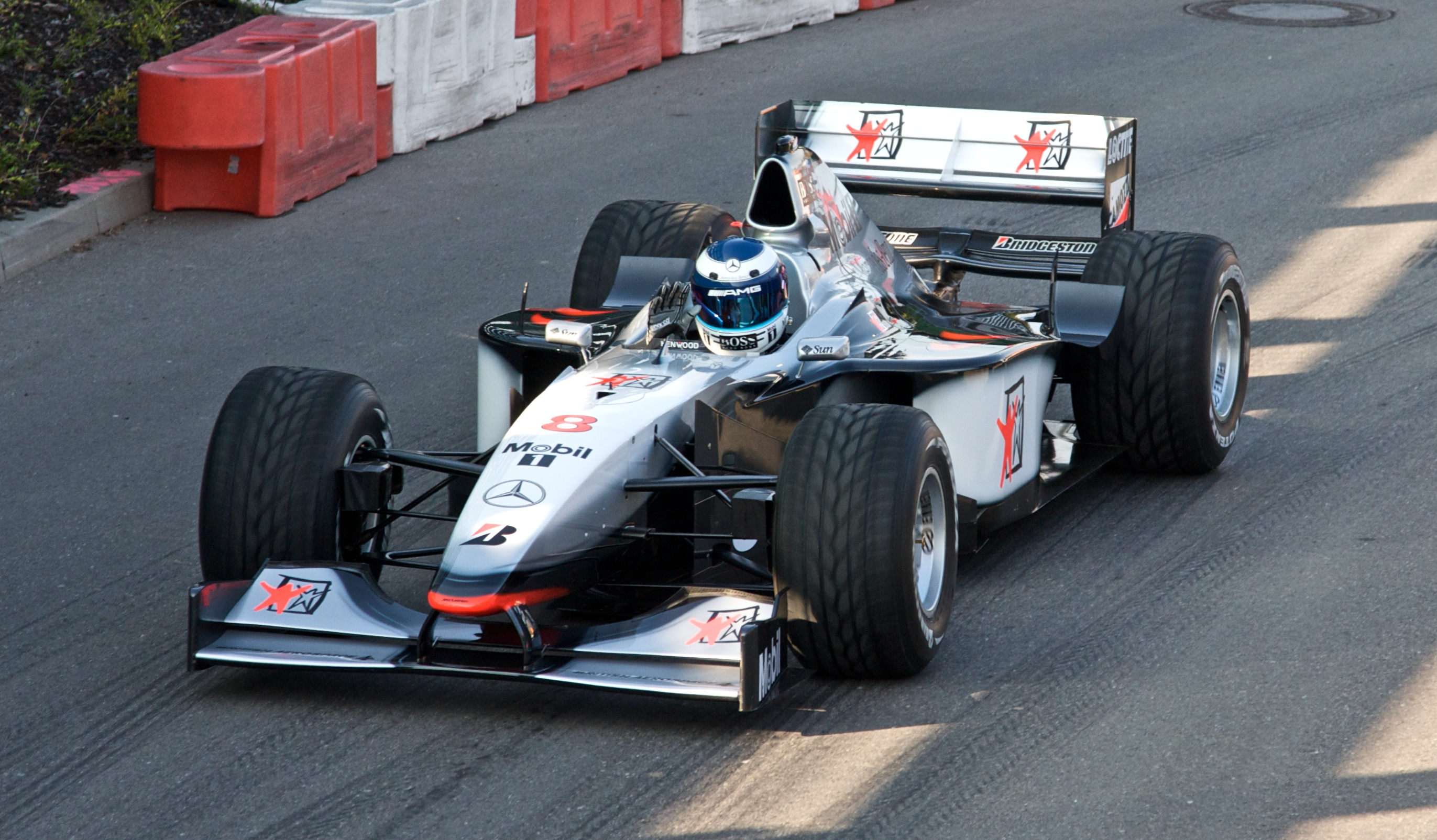
ワールドチャンピオンを獲得したMP4-13A

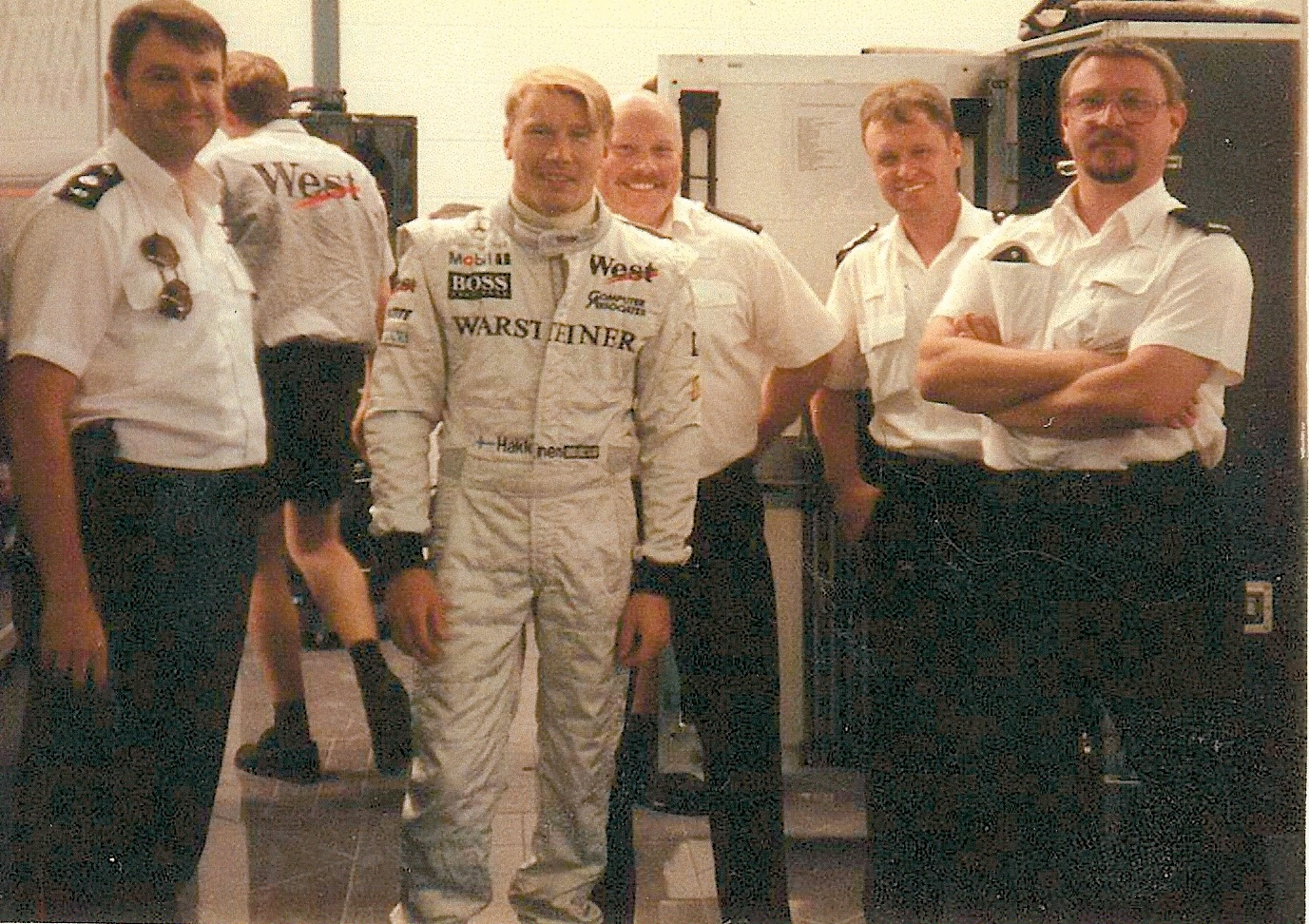
シーズン優勝チームスタッフと

1998年は、シーズン序盤からMP4-13で順調にポイントを重ねていった。
開幕戦オーストラリアGP、第2戦ブラジルGP、第5戦スペインGP、第6戦モナコGPの4勝はPP,FLも獲得したハットトリックの完璧な勝利であった。一方、フェラーリのミハエル・シューマッハは、F300とグッドイヤータイヤの進化、エディ・アーバインのサポート、そしてロス・ブラウンの卓越した戦略を結集させ、ハッキネンと争っていく。こうした後押しがシューマッハを、第9戦イギリスGP終了時点でハッキネンに対し、2ポイントの差まで近づけた。
だが、ハッキネンは第10戦オーストリアGPでシューマッハとのバトルを制し、第11戦ドイツGPと連勝した。シューマッハも負けじと第12戦ハンガリーGPと第14戦イタリアGPで勝ち、ふたりは一進一退の激しいチャンピオン争いを繰り広げる。そして、イタリアGP終了時点でハッキネンとシューマッハが同ポイントで並ぶ展開となる。続く第15戦ルクセンブルクGPではシューマッハにポールポジションを奪われるも、フェラーリ陣営のお株を奪う作戦で逆転勝利、チャンピオン争いの主導権を奪い返した。
その勢いを保持したまま、最終戦日本GPでも完璧な走りを見せ、見事に初のワールドチャンピオンを獲得した。グッドイヤータイヤを装着するフェラーリと、ブリヂストンタイヤを装着するマクラーレンが熾烈な争いを繰り広げたが、ブリヂストンにとって初のドライバーズタイトルとコンストラクターズタイトルを獲得した年でもあった。

#### 1999年

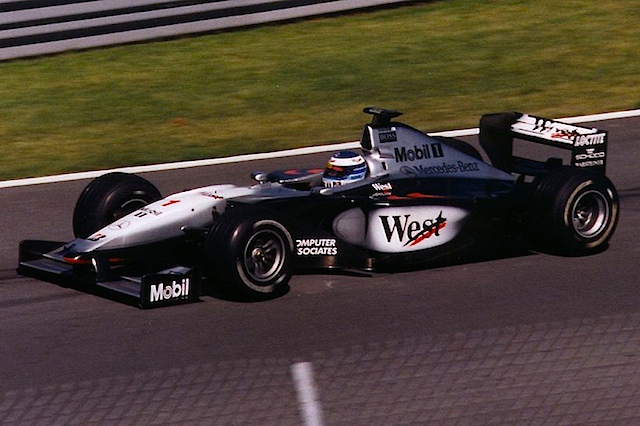
連覇を果たしたMP4-14

1999年は、予選ではPP11回と速さをみせたが、決勝では5勝にとどまった。MP4-14の信頼性不足と、チーム戦略・作業のミスに苦しめられたシーズンであった。
MP4-14のメカニカルトラブルは、開幕戦オーストラリアGPでスロットルリンケージの異常によるリタイア、第4戦モナコGPではステアリング異常でコースアウトし順位を落とし、第8戦イギリスGPでは左リアホイール脱落と第10戦ドイツGPでは給油リグの故障とタイヤバーストで、共にリタイアと足を引っ張られた。第2戦ブラジルGPは勝利したものの、4周目で突然ギアが4速に入らなくなるトラブルも発生している。
またフェラーリがイギリスGP迄はミハエル・シューマッハ（シューマッハはこのレースの事故で足を骨折し、チャンピオン争いから脱落）、第9戦オーストリアGPからエディ・アーバインと、明確な序列を設けていたのに対し、マクラーレンではハッキネンとクルサードに対して第14戦ヨーロッパGPまでは特にチームオーダーを出さない姿勢であった。結果的にオーストリアGPと第12戦ベルギーGPで両者接触を招き、アーバインにポイントを献上することとなった。
ハッキネンも第3戦サンマリノGPと第13戦イタリアGPでリタイアしたが、サンマリノGPではトップ走行中の18周目に入る直前、右回りの最終コーナーで、前後の左側タイヤを縁石に乗せた瞬間、アウト側（左側）にスピンし、MP4-14の左前方からコンクリートウォールにクラッシュした。当初ハッキネンは「自分のミス」と答えていたが、後日ビデオを見て「スピン状態に入るときには、コーナーのイン側に巻き込む形でスピンするのが通常なのに、イモラの場合はアウト側へスピンした。芝生にタイヤを落としたわけではないのに理解しがたい」と発言し、このリタイアはデファレンシャルのトラブルとも報じられた。また、イタリアGPはトップ走行中の33周目、1コーナー進入時にハーフスピンしてグラベルに填まったが、原因はミッショントラブルと伝えられている。リタイア後、泣き崩れる姿が上空から撮影されている。
最終戦日本GP直前のインタビューでシーズンを振り返り「今年のベストレースは、カナダGP（第6戦）とフランスGP（第7戦）ぐらいだ」と答えている。カナダGPでは荒れたレースを制してポイントで首位に立ち、フランスGPは14位スタートから、他マシンを次々とオーバーテイクし、2位に入賞したレースであった。
最終戦日本GPではアーバインに4ポイント差を付けられていたが、逆転優勝して2年連続でドライバーズタイトルを獲得した。連続タイトル獲得はアルベルト・アスカリ、ファン・マヌエル・ファンジオ、ジャック・ブラバム、アラン・プロスト、アイルトン・セナ、シューマッハに続いて史上7人目のことであった。

#### 2000年

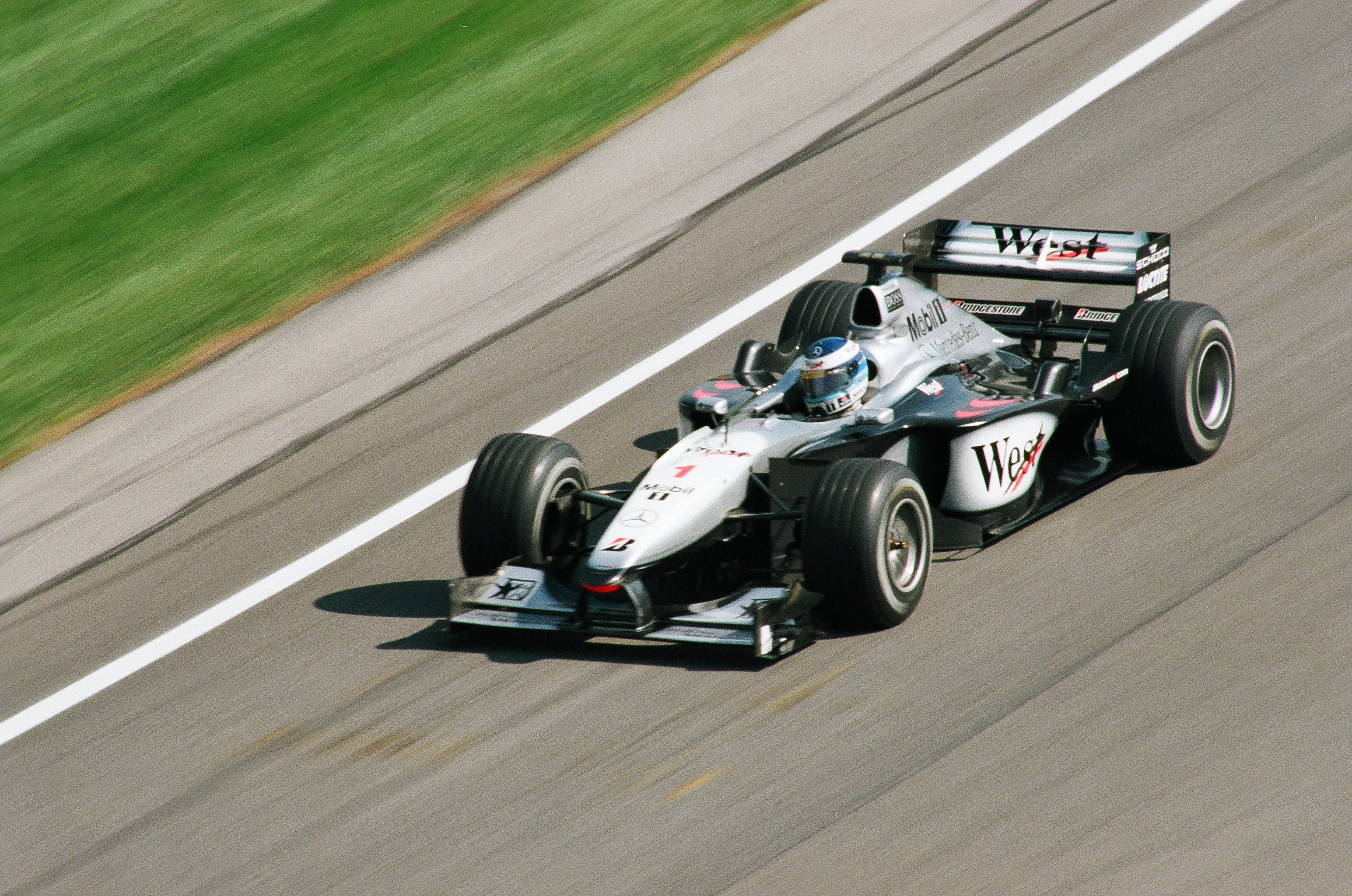
アメリカGP MP4-15を駆る

2000年も、1999年と同様にシーズン序盤からつまずく展開となった。
ハッキネンのMP4-15は、開幕戦オーストラリアGPはエンジンのニューマチックバルブが壊れ、第2戦ブラジルGPではエンジンの油圧トラブルで連続リタイアに見舞われた。両レース共にトップ走行中の出来事であった。第3戦サンマリノGPでは2位入賞したものの、走行中に一瞬エンジンストールが発生するトラブルに悩まされながらであった。一方、フェラーリのミハエル・シューマッハは順調にポイントを重ね、第8戦カナダGP終了時にはハッキネンに対して、24ポイントの差をつけていた。しかし、ハッキネンは勝ちに行けない時には2位を、それを狙えないピンチに追い込まれれば、第7戦モナコGP6位、第8戦カナダGP4位が証明するようにFLを樹立しながら、1ポイントでも取ろうと疾走を重ね、サンマリノGPから第14戦イタリアGPまで12戦連続入賞して、シューマッハを追い上げた。
第6戦ヨーロッパGPではチームの戦略とピット作業ミスに足を引っ張られ、グリッドが重要なモナコGPでは予選のアタック全てに黄旗が振られるという不運に見舞われ、5番グリッドからのスタート後、ブレーキやギヤボックスにトラブルを抱えた苦しいレースを耐えて完走した。カナダGPから使用されたリアディフューザーがハッキネンのドライビングにマッチせず、第9戦フランスGP終了後、エイドリアン・ニューウェイらと対策を講じていた。そして、レースの合間に行なうテストやプロモーション活動はハッキネンを疲れさせていた。ロン・デニスが「もっと早く対処すべきだった」と認め、ようやく第10戦オーストリアGP前に1週間の休暇を取った。
その効果もあり、オーストリアGPはポールトゥーウィン。第12戦ハンガリーGPで逆転を果たし、ポイントリーダーとなった。第13戦ベルギーGPでもシューマッハと熾烈な争いを繰り広げ、ケメルストレートエンドにて「20世紀最高のオーバーテイク」とも評される追い抜きで逆転し連勝した。2ポイントリードで迎えた第15戦アメリカGPでは、序盤こそシューマッハに16秒差をつけられていたが、ハッキネンは10周の間にシューマッハとの差を4秒までに縮める追い上げをした。しかし、26周目にエンジンブローでリタイア。シューマッハはこのレースで勝ち、ハッキネンは逆に8ポイントリードされることになった。
メルセデス・ベンツエンジンを製作するイルモアのマリオ・イリエンは「私たちは鈴鹿ではなく、インディアナポリスでタイトルを失ったといえるだろう。保証するが、ハッキネンは本当に最強だ」と語るほど、残り2戦でこのポイント差は大きかった。ハッキネンはあきらめずに挑戦し続けたが、ファン・マヌエル・ファンジオ以来の3年連続ワールドチャンピオンへの夢は潰えた。シーズン中は何度も引退の噂がささやかれ、タイトルを獲得したら引退するつもりであったことも告白している。なお、年間のファステストラップ回数で、当時では最多の9回を記録した。

#### 2001年

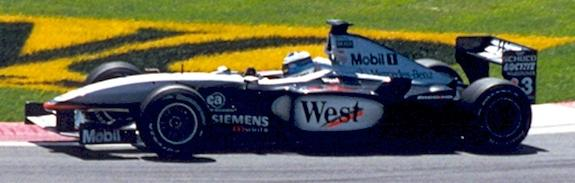
カナダGP MP4-16を駆る

2001年は、度重なるMP4-16のトラブルでリタイアを重ね、チャンピオンシップ争いから脱落するシーズンとなった。
開幕戦オーストラリアGPでは2位走行中の25周目に右フロントサスペンションアームが突然折れてタイヤバリアに激しくクラッシュした。ロン・デニスは「作戦上、ハッキネンが勝てたレース」と語っているが、後にハッキネンはこの事故で引退について再び考えたと吐露している。開幕戦を3年連続リタイアで始まり、第7戦モナコGPでは15周目にトランスミッションの破損で離脱。第3戦ブラジルGPでクラッチ、第6戦オーストリアGPでローンチコントロール、第10戦フランスGPでギアボックスと、この3つのグランプリは決勝スタート直後に1周も走れずにリタイアした。そして第5戦スペインGPは2位に大差をつけながら最終ラップでリタイヤし、悔やんでも悔やみきれないものとなった。 
第10戦フランスGP終了時には、2戦に1戦の割合をマシントラブルでリタイアしていたが、これでは信頼性の高いF2001に乗るフェラーリのミハエル・シューマッハに対抗するのが困難となり、ハッキネンのモチベーション低下も顕著になっていた。また、レースウィークの合間に世界中を飛び回るプロモーション活動にも疲れを感じていた。これらの原因がハッキネンに引退の意思を固めさせていたといわれるが、デニスの説得もあり、第15戦イタリアGPで2002年シーズンを休養することを発表。空いたシートに新人キミ・ライコネンが大抜擢されることとなった。
ここ4年で最低なシーズンであったが、シューマッハとバトルした第11戦イギリスGPと、フリープラクティス中のペナルティで2位から4位にスタートが繰り下がったがタイヤを労わり他のドライバーよりピットストップを遅くしたワンストップ作戦の第16戦アメリカGPでそれぞれ勝利をあげ、リタイアしたスペインGPも含め、速さを示した。そして最終戦日本GPでは3位を走行していたが、ドライバーズランキング2位をチームメイトのデビッド・クルサードとフェラーリのルーベンス・バリチェロが争っていた。ハッキネンは4位にいたクルサードを自分の前に先行させ、クルサードは3位入賞を果たし、ランキング2位を獲得することができた。
結果的にこれがハッキネンのF1グランプリのラストランとなった。

#### 2002年
ハッキネンはメルセデス・ベンツの地元であるドイツGPで正式にF1引退を発表した。その後、コメンテーターとしてF1に関わることになり、母国フィンランドのF1デジタルTVと契約を締結。アメリカGPから新たなキャリアをスタートさせた。

## F1引退後

### 2003年
ハッキネンはヨーロッパラリー選手権のイベントのひとつである北極圏ラリー(Arctic Lapland Rally)に三菱ランサーエボリューションVII(WRC2)でスポット出場。わずかな期間をテスト走行しただけで出場するも見事9位。引退直後からラリー転向の噂があったが、あくまで昔からの夢を叶えたかっただけだと否定した。

### 2004 - 2005年

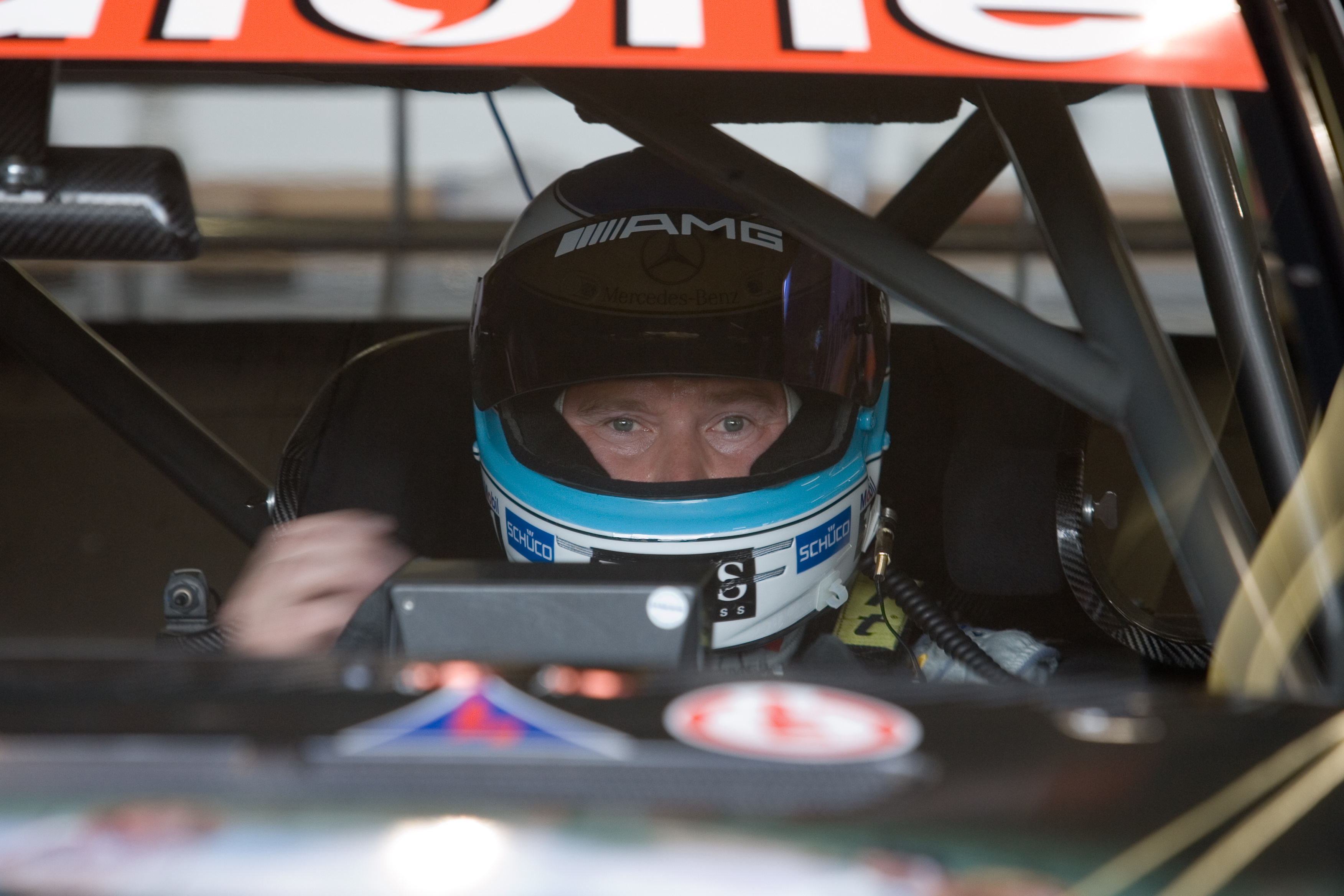
DTM ザントフォールト戦（2005年）

2004年は、ジェンソン・バトンが抜けると云われていたB・A・Rとマーク・ウェバーのチームメイトを探していたウィリアムズからオファーがあり、“いよいよF1復帰か？！”とストーブリーグの話題となった。一方でメルセデス・ベンツがハッキネンをDTMに誘っていた。結局『AMG-メルセデスCクラス』からDTMへ参戦することを決め、これにより2005年以降、F1復帰する可能性は消滅した。ハッキネンは「DTMのテストに参加し、F1とは違う面白さを味わった」と参戦理由を語っている。年が開け、DTMが開幕。第2戦ユーロスピードウェイでファステストラップ（FL）を叩き出し、第3戦スパ・フランコルシャンでは初ポールポジション（PP）を獲得。決勝でもFLで初優勝を果たした。

### 2006 - 2007年
2006年11月30日にはバルセロナ合同テストで、2001年以来のフォーミュラ1カーをドライビングした。また、この年からDTM参戦の他、マクラーレンのスポンサーであるジョニー・ウォーカーのF1プログラム大使にも任命された。

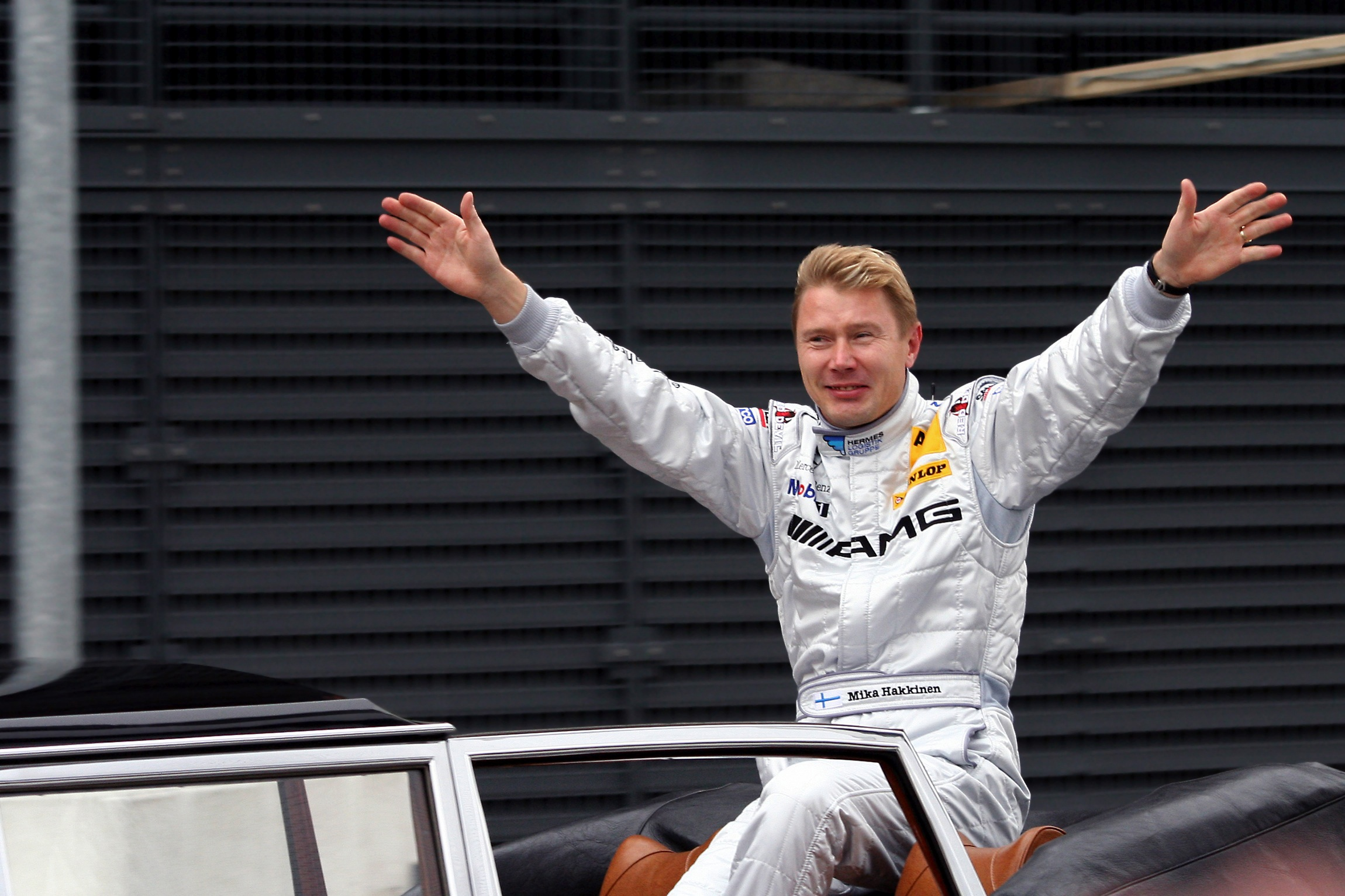
引退セレモニー（2007年）

2007年もDTMに参戦し続け人気を博し、2勝あげた。第6戦ムジェロではハッキネンは予選15番手となり、苦しいレース展開が予想されていた。決勝でも1回目のピットストップを終えた時点で、ポイント獲得も厳しい状況に追い込まれた。しかし形勢逆転のため、誰よりも早く2回目のピットインを済ませるギャンブルに出た。直後にアウディのアレックス・マルガリティスが単独クラッシュをして、事故処理によりセーフティカーが入る。この時点で規定の2回のルーティン・ピット・ストップを終えていたのはハッキネンだけだった。隊列の最後尾15位につけたが、前方のマシン14台全てが一斉にピットインしたためトップに立ち、度重なるアクシデントで走行ラインが限られていくコースの中で、追いすがるマティアス・エクストロームを僅差で振り切り、DTM通算3勝目、そしてレース人生最後の勝利を挙げた。
同年11月にドイツ・シュトゥットガルトで行われたメルセデス・ベンツの “ STARS & CARS ” 記念イベントで、2007年のシーズン終了をもってレーシングドライバーとしての全てのキャリアを終える事を正式に発表した。このイベントでは、ハッキネンがF1において自身初のドライバーズチャンピオンを獲得したMP4-13がメルセデス・ベンツ・モータースポーツからサプライズで提供され、これを駆ってパレードラップを行った。

### 2019年
2019年4月9日に、同年8月に開催される鈴鹿10時間耐久レースに参戦することが発表された。参戦マシンはマクラーレン・720SGT3、チームメイトは石浦宏明、久保田克昭。鈴鹿サーキットでのレースは2001年日本グランプリ以来18年ぶりとなる。レースではアクシデントに巻き込まれることなく22位で完走。「本当に素晴らしい経験になった」と語った。

## 人物

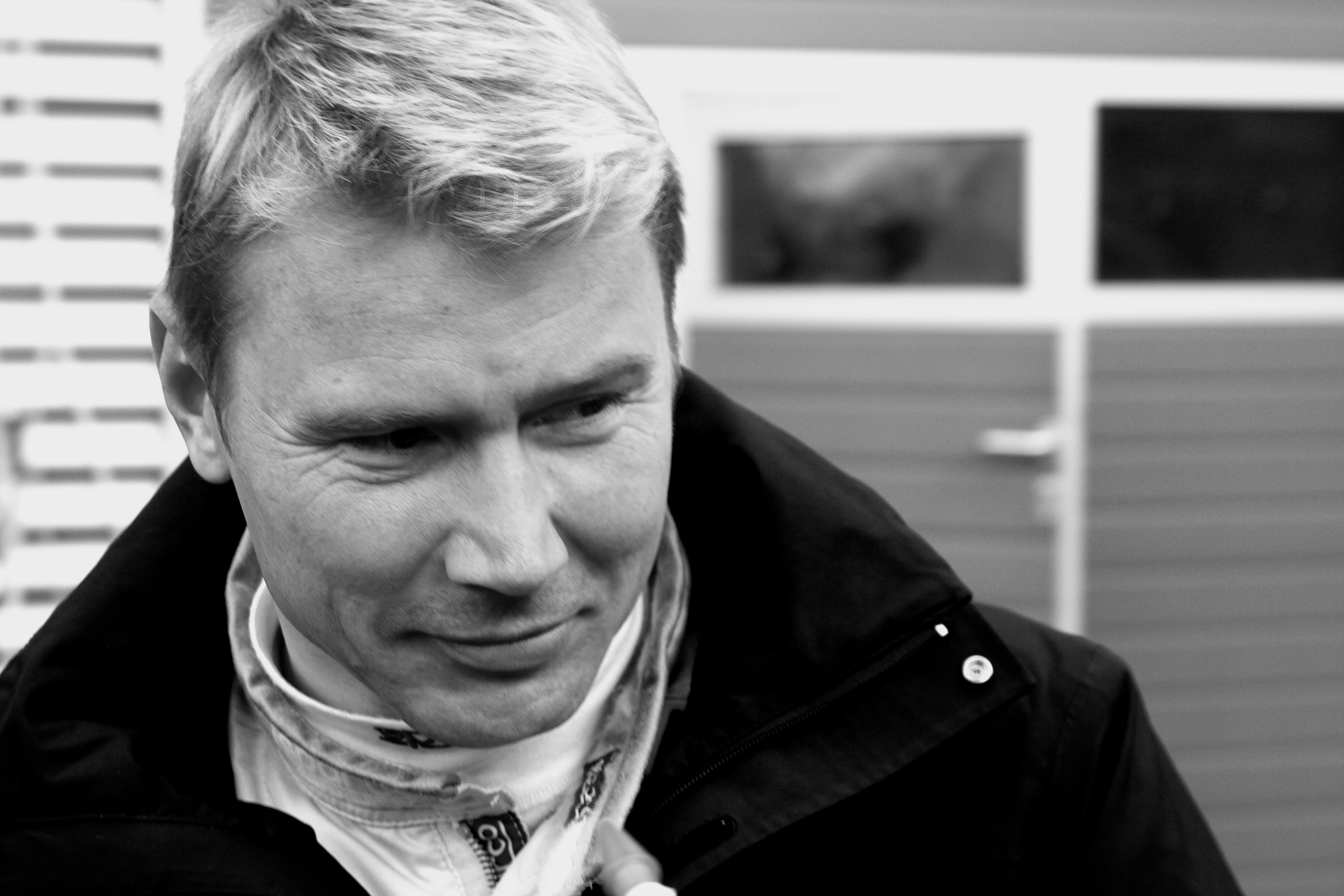
2006年

現役時代の体格は　身長178センチメートル、体重67キログラム、血液型：A型Rh＋。
ファン・マヌエル・ファンジオ、ジム・クラーク、ジャッキー・スチュワートらのように、卑怯な手段を用いずともチャンピオンになれるということを身をもって示したクリーンファイターの代表格で、汚い手がどういうものかさえ知らない、そんな清々しいドライビングスタイルが印象的であった。
素朴で人が良く、取材関係者の間でもファンが多い。特に津川哲夫・西山平夫・今宮雅子がファンであることを公言している。
柴田久仁夫は「ハッキネンはとびきり速いことは速いが、F1の世界では珍しい“普通の人”である。とびきりのエゴイストでなければ、ワールドチャンピオンになれないと僕は思い込んでいた。直接この目で見て接してきたアラン・プロスト、アイルトン・セナ、ナイジェル・マンセル、ミハエル・シューマッハ、デイモン・ヒル、ジャック・ヴィルヌーヴらが多かれ少なかれ、みんなそうだったからだ。1996年アルゼンチンGPでハッキネンと食事する機会があったとき、『フェアプレーの大事さ』を聞かされたことがある。また、1997年の開幕戦オーストラリアGPで前年チャンピオンのヒルが移籍先のアロウズで苦戦しぼろぼろの状態にあったとき、それを冷笑するシューマッハやヴィルヌーヴをたしなめる、そんなまともな感覚をハッキネンは持っている。まるで騎士道物語の主人公のように勝敗よりも潔さを尊ぶ心根で、シューマッハたちがとうの昔に捨ててしまった『勝つ為には余計なもの』を、ハッキネンはまだ大事に抱えているのに、ワールドチャンピオンとなった」と述べている。

## 証言

### ライバル

#### ミハエル・シューマッハ
ミハエル・シューマッハは、ハッキネンを「最大のライバル」と常々公言してきた。
| 「 | 悪魔のように速い！！ | 」 |

| 「 | ミカは非常に速くて、常に限界ギリギリのところにいる。チャンピオンシップを戦う相手として不足はない。もし彼を倒せば、最速のドライバーを倒すことになるから。つまりそれは・・・。とにかく、僕は彼以上のドライバーを知らない。 | 」 |

| 「 | マクラーレンのマシンは状況によってはものすごく運転しにくいクルマに見える。それをあそこまで仕上げるミカの能力は並大抵のものではない。脱帽だよ・・・。 | 」 |

| 「 | 何度も言ってるけれど、ミカのようなライバルを持つことができて、僕はとても光栄なんだ。彼は速い。予選でもレースでも本当に速い。そして、同時にとても誠実な対戦相手だ。レースで戦っているときも、彼ならバカげた行動は決してしないと確信が持てる。ここ何年か、彼とは常にタイトルを競い合ってきた。だけど僕らに問題があったことは一度もない。それは僕がほかのドライバーについて、あるいは一個人としてだれかを判断する上で、とても重要なポイントなんだ。 | 」 |

#### ジョニー・ハーバート
ロータス時代のチームメイトであったジョニー・ハーバートは、ハッキネンを「変わってしまったけど、僕に対してはいい人」と言う。
| 「 | ミカは素晴らしい。文句なしに素晴らしい。でも、彼はマクラーレン入りしてから大きく変わったんだ。どう振舞わなければならないのか頭に叩き込まれてしまい、そのせいで一部のジャーナリストからの評判が悪くなってしまった部分がある。でも一対一で話してみると、以前と同じで何も変わっていない。間違いなく、ナイスガイだよ。 そしてコース上での彼は、ミスタークリーンなんだ。彼は一度も、他のドライバーをコース外に押し出したりしていない。決してそんなことはしないし、根に持つタイプでもない。1992年の最初はセッティングを教えあっていたが、競争力のあるロータス・107が投入されると僕は同じことをしていたのに、彼は返してくれなくなった。それでお互いに教えあわなくなったけど、情報を隠すというものではなかったからOKだった。だから、友達関係は続いていたよ。 | 」 |

### マクラーレン

#### ロン・デニス
1998年シーズンを振り返った際に、ロン・デニスは第12戦ハンガリーGPでのハッキネンのドライビングが印象的だったと語る。
| 「 | 見事と言うよりなかった。今シーズンのベストドライブだったと言って良いだろう。普通に考えてマシンがあんな状態になったら、次のコーナーでどんな動きをするのか全く予測がつかないから、ドライビングなんてできるはすがないんだ。それでもミカはスピンすることもなく、精一杯スピードをキープして6位に入賞した。トラブルの原因は100%チームの責任だが、損失を最小限に食い止めてくれたのはミカ・ハッキネンというドライバーだった。 | 」 |

#### エイドリアン・ニューウェイ
ハッキネンとの関係を、エイドリアン・ニューウェイはこのように述懐した。
| 「 | マシンの挙動に関するミカのレポートは簡潔かつ正確で、テクニカルフィードバックとしてはきわめて良質だった。彼はマシンをどのように変えてくれとは言わない。彼がレポートするのは、現在どういう挙動であるかだけだ。したがって、それを基にマシンをどういじるかは、エンジニアの手に任される。私はこの役割分担が非常に気に入っている。 | 」 |

#### デビッド・クルサード
デビッド・クルサードは、ハッキネンをミハエル・シューマッハと比較して次のように評する。
| 「 | ミカの優れた点はF1ドライバーの中でも屈指の速さを持っていることだ。僕らは何年も一緒だけど、自分より速いチームメイトほど、やる気にさせてくれる存在はないからね。ミハエルが尊敬の目で見られているのは、自分自身をどんな時でもハードでアグレッシブでハングリーのように演出してるからで、実際に走るとミカのほうが速いことが多い。ミハエルのほうが激しいレースをしているように見えるケースが多いかも知れないけど、独走していたら攻めの走りをする必要がないからね。ミカは今でもドライバーとしては別格なんだ。それにもし僕がオーナーだったら、ミハエルよりミカを先に雇うね。 レーシングドライバーと言えば、速さと成績が問題になる。その両方を考えるよね。速さに関してミカとミハエルの間に大きな差はないと思うけど、ふたりが持つ速さは正反対にあると思う。だけど、僕はミカのほうが速いと思うよ。ミカはかなり大きなプレッシャーが掛かっても平気みたいだね。ミカは自分を隔離して、気持ちを集中させているんだ。それに対してミハエルがプレッシャーに強いとは思えない。ミハエルは、かつて1994年オーストラリアGPや1997年ヨーロッパGPで、他人からみれば首をひねるような、やけっぱちな行動に出ただろ。1998年日本GPでもポールポジションにいながら、エンストをさせたこともあった。彼は追い込まれると文句ばかり言う。人が文句を言う時は、何かに脅威を感じているからなんだ。 | 」 |

### メルセデス・ベンツ
メルセデス・ベンツエンジンを製作するイルモアのマリオ・イリエンは、「コンピュータが『これ以上速く走ることは出来ない』とはじき出したタイムを、ハッキネンは上回った」とコメントしている。
| 「 | 一般的にドライバーのタイムがシミュレーションを破ることは稀なのだが、ミカはしばしばマクラーレン・メルセデスのシミュレーションを超えてしまう。シミュレーションタイムはミカとデビッド・クルサードの間にあるのだ（笑）。ミカのドライビングスタイルはデビッドと比べて、スロットルの使い方が明らかに違うよ。ミカはコーナーの中、そして出口でマシンを操縦するためにスロットルを使っていて難しいコーナー、たとえばスパのオー・ルージュではデビッドとの違いが顕著に表れてる。何故あんなにアクセルを踏み込めるのか、僕にもわからない。何と言って良いのか・・・、ものすごく繊細なアクセル操作をしているのだろう・・・。 | 」 |

### ブリヂストン
ブリヂストンの浜島裕英と市川良彦が、タイヤエンジニアとして証言した。

#### 浜島裕英
| 「 | タイヤテストで例えば12周のロングランをやる場合、ミハエル・シューマッハは手を抜くことなく12周を全力疾走してくれるが（そうでないとテストの意味がない）、ハッキネンは最初と最後は全力疾走するが途中は流してしまうことが多かった。 | 」 |

この点について
| 「 | 1998年開幕戦をぶっち切りで勝ち『今年はチャンピオンがとれそうだ』という流れになってくると、タイヤテストにもしっかり取り組んでいた。ピットインしてもマシンから降りないし、ロングランテストのラップタイムの中だるみも無くなった。 | 」 |

と語り、ハッキネンの引退発表時には
| 「 | （引退は）もったいないですねぇ。休養中にテストしてもらいたかったが実現しなかった。ミカのタイヤの使い方は素晴らしく、あの豪快な走りを見ると、さもタイヤを酷使してボロボロになるような印象を受けるでしょうが、限界ギリギリで走り、タイヤを壊さない。ミカの凄いところは気合が入った時の集中力と一撃の速さ。スパッとしたカミソリの切れ味で予選もレースも途切れない。そうなるとミハエル（シューマッハ）も手がつけられなかった。ミカがいた頃のF1は、ミハエルと丁々発止のバトルが展開されてF1のレースそのものに緊張感が漂っていて面白かったな、と思います。そういう意味で、ミカは唯一ミハエルと張り合える天才ドライバーだったんだなと思いますね。ミハエルに対抗できるのはいまでもミカひとりだけだと私は思ってます。 | 」 |

#### 市川良彦
ブリヂストンのワンメイクで行なわれた1999年と2000年シーズンに、テクニカルマネージャーとして全ドライバーと接していた。
| 「 | ミカは人のせいにしない。そして非常に速い。テストは様々な形で情報を得れるし、経験の多いドライバーは細かいコメントをくれる。でも、基本的に速くないとダメなんです。1ラップ1秒の差でもタイヤにかけている負担が違うわけですから。速く走ることによって、タイヤ自体が豊富な情報をもたらし、そのための負担をかけてくれる。そういう意味で彼はもっとも評価すべきドライバーだと思います。また、テストの時に負担をかけ、レースの時には丁寧にという使い方ができ、速さのわりにタイヤにかかる負担が小さい。 | 」 |

| 「 | 何故、あんなに速いのかという質問にタイヤ・エンジニアの立場で言えることは、ミカが比較的硬いコンパウンドを好むからですね。上手くないドライバーの場合、柔らかいコンパウンドはスリップ角を大きくつけられるし、反応が尖っていない分、操縦が楽になる。それに対して硬いコンパウンドは、最適のスリップ角を外すとアンダーステアやオーバーステアが出る。彼には尖った反応に対応する高いコントロール能力があるから、硬いタイヤでも綱渡りのように最適の部分を使いこなせるんです。 | 」 |

| 「 | 僕個人としては、ミカのファンですから（笑）。フェラーリの、勝利に対する貪欲さには感心します。でも、いい意味でのミカの不器用さ、極論すると腕ひとつで戦っていくような姿勢には、大きな敬意を感じます。僕は本当に速いのはハッキネンだと思ってますし、これからもずっと、一緒に仕事を続けたいドライバーです。 | 」 |

## 特筆されるグランプリ

### 1997年第15戦ルクセンブルクGP
第14戦オーストリアGPではフロントローからスタートしてトップを奪ったにもかかわらず、エンジントラブルでリタイアした。翌週、第15戦ルクセンブルクGPが開催され、ハッキネンは金曜日のフリープラクティス走行（FP）から1位もしくは2位で順調にセッティングを進め、予選ではポールポジション（PP）を獲得した。これはハッキネン自身にとってF1参戦94戦目の初のPPであり、マクラーレンには1993年以来、そしてメルセデス・ベンツにとっては1955年以来のPPであった。
ハッキネンは、第9戦イギリスGPでトップ走行中の残り7周でエンジンブローしてリタイア、前週のオーストリアGPでも既述の結果と、エンジンの信頼性の欠如で勝利を失う不運に続けて見舞われていた。翌日の決勝レースの日は自身の29歳の誕生日でもあり、今度こそ優勝と誓い、決勝レースに挑んだ。スタートで強烈なダッシュを決めたハッキネンは、2位に上がってきたチームメイトのデビッド・クルサードにも25周終了時点で12秒の大差をつけて独走していた。その後、1回目のピットストップも滞りなく終わらせて順調に走り続けたが、42周目にクルサードのマシンが突然エンジンブローを起こしてメインストレートのピット出口の先で止まると、続く43周目には、ハッキネンのマシンもおびただしい白煙を排出してスローダウン。メインストレートを過ぎ、右側の芝生の上にマシンを止め、またしても初勝利のチャンスは無情にも逃げて行った。
ハッキネンはレース後のインタビューで「なんともいいようがない。これがモーターレーシングというものだから・・・」と悔しさを噛み締めながらも答えた。

### 1997年第17戦ヨーロッパGP
ウィリアムズのジャック・ヴィルヌーヴとフェラーリのミハエル・シューマッハがチャンピオン争いをしていたシーズン最終戦はシューマッハ1点リードで迎えた。ハッキネンは予選5番手であったが、レースセッティングを上手く仕上げ、決勝前のウォームアップ走行でトップタイムを叩き出していた。
レースは、先頭争いをしていたヴィルヌーヴとシューマッハが、48周目に「ドライサックヘアピン」への進入で接触。弾き出されたシューマッハはグラベルに填まり、後輪が空転して脱出できずにリタイア。一方、これにより6位以内でチェッカーを受けるとチャンピオン決定となるヴィルヌーヴは、接触を受けたマシンの状態を心配しながら走行を続けたが、フロントタイヤのブリスターに悩まされ始めて周回ペースを下げざるを得ず、ハッキネン以下後続との差がじわじわ縮まって行く。
機をみたハッキネンは、ファイナルラップでヴィルヌーヴを抜き去り、そのままトップでチェッカーを受け、エンジンの信頼性の低さに泣き続けた1997年シーズンの最後の最後で悲願の初優勝を飾った。
ハッキネンは「一度でも勝てば、絶対に勝ち続ける自信がある。2年前の最終戦の事故で生死の境をさまよったが、同じ最終戦で勝利を得た。全てが巡ってきて、ようやく元に戻っているように感じられるよ」と、以後の活躍を誓った。

### 1998年第10戦オーストリアGP
ポイントリーダーのハッキネンと2位であるフェラーリのミハエル・シューマッハの差は2ポイントで第10戦オーストリアGPが開幕。スターティンググリッドはフロントローをベネトンのジャンカルロ・フィジケラとザウバーのジャン・アレジが抑え、ハッキネンが3位、シューマッハが4位であった。決勝がスタートし、ハッキネンがオープニングラップでフィジケラとアレジを抜きトップ。シューマッハも2位で続く。2ストップ作戦で燃料の軽いシューマッハは、1ストップ作戦で燃料の重いハッキネンより前に出たいことから、コース全域テール・トゥー・ノーズの攻防となった。
特にゴッサー・カーブでシューマッハは、激しいブレーキングによる白煙を上げながら、フィジケラを攻略した同じやり方で外に内にマシンを振り、ハッキネンを抜こうと何度も挑戦した。しかし、ハッキネンはコース幅を最大に使い切り、シューマッハをその都度、抑えきった。このバトルが17周目まで続いたが、シューマッハがヨッヘン・リントコーナーを曲がりきれずにコースアウトし、フロントウィングやディフレクターなどマシン下部を破損して、ピットストップしたことで決着した。ハッキネンは優勝。シューマッハは最下位から追い上げ、最終的にチームメイトのエディ・アーバインに譲ってもらい、3位に入賞した。

### 1998年第15戦ルクセンブルクGP
第15戦ルクセンブルクGPと最終戦日本GPの残り2戦で、ハッキネンとミハエル・シューマッハは80対80の同点。予選はPPをシューマッハに奪われ、2番手は同じフェラーリのエディ・アーバイン。ハッキネンは3番手に終わる。決勝ではアーバインのブロックでシューマッハが逃げ切った第8戦フランスGPの再現という展開予想が大勢を占め、ハッキネンはチャンピオン争いにおいて「逆王手」寸前の絶体絶命の状況に追い込まれていた。
決勝スタート後、2位アーバインが3位ハッキネンをブロックしている間に1位シューマッハは、8周終了時にはハッキネンとの差を8.5秒に広げる。しばらく3番手に甘んじていたハッキネンだったが、14周目、ブロック優先の走りをしていたアーバインが「追い越された時はビックリしたよ。ヴィードルシケインの手前150メートルから一気に近づいてきて、レコードラインを走っていた俺のインに入ってきたんだからね」と語った状況で抜き去る。それからは、ファステストラップ（FL）連発で首位シューマッハを追撃体制に入る。
先にピットインしたのはシューマッハだった。ハッキネンはその後もプッシュを続け、自身もピットイン。ピットアウトの際、シューマッハのマシンの鼻先を掠めるようにトップに躍り出る。何度もシューマッハ=フェラーリ陣営にしてやられた作戦を土壇場でやり返した。
その後も追う側に回ったシューマッハとのテール・トゥー・ノーズをかわし平均4～6秒の差をつけ、ハッキネンは首位をキープ。2回目のピットインでも順位は変わらず、ハッキネンはそのまま首位を守りきり、決勝前の予想を翻した逆転優勝を果たし、チャンピオン争いに「王手」をかけた。

### 1999年第6戦カナダGP
第6戦カナダGPはPPをミハエル・シューマッハ、2位ハッキネンとフロントローを分け合い、決勝がスタート。スターティンググリッドのポジションを維持しながらレースは1位シューマッハと2位ハッキネンが、交互にFLを応酬する展開となり、緊迫感が続いていたが、突然途切れた。シューマッハが30周目に最終コーナーを曲がりきれずに、コンクリートウォールへ激突し、リタイアしてしまったのだ。
シューマッハのリタイア前後にもジャック・ヴィルヌーヴ、デイモン・ヒルが同じ場所で同じように激突していた。ハッキネン以外の現役ワールドチャンピオンが、コンクリートウォールの餌食となり、後年この壁は“チャンピオンズウォール”と名が付けられ、名物コーナーの一つとなった。また、セーフティカー出動4回という荒れたレースでもあったが、ハッキネンは終始安定した走りで優勝。ポイント争いでシューマッハを逆転し、首位に出たレースでもあった。

### 1999年最終戦日本GP
フェラーリのエディ・アーバインに4ポイント差を付けられ、2年連続の最終戦日本GPまでタイトル争いが持ち込まれた。
予選は第15戦マレーシアGPでアーバインを逃がすためにハッキネンをブロックし続けたミハエル・シューマッハと、タイトル争いをしているハッキネンのふたりで、最速タイムを出し合う展開となった。1回目はシューマッハとハッキネンが、1,000分の1秒単位で同じラップタイムをマーク。2回目はハッキネンが逆転。それをまたシューマッハが抜き返す。さらに再逆転しようとハッキネンがコースに出て行くと、アーバインがヘアピンでスピンして両前輪を失うクラッシュを起こし、予選は中断された。再開された後、順位はPPシューマッハ、2位ハッキネンで、アーバインは5位であった。
決勝スタートは、シューマッハが幅寄せをしてハッキネンにブロックを試みるが、シューマッハは発進時にホイールスピンをしており、ハッキネンが先行した。ハッキネンはそのまま1コーナーで先頭に立つと、オーバーステアに悩むシューマッハを引き離し、10周で7秒の差をつけた。その後もハッキネンは安定した走りで優勝し、2年連続のワールドチャンピオンに輝いた。

### 2000年第12戦ハンガリーGP
第12戦ハンガリーGPはポイント争いをしている上位4人、フェラーリのミハエル・シューマッハが56ポイント、ハッキネンとマクラーレンのデビッド・クルサードが54ポイント、フェラーリのルーベンス・バリチェロが46ポイントと拮抗していた。スターティンググリッドはポールポジションがシューマッハ、2位クルサード、3位ハッキネン、5位バリチェロであった。
決勝スタート直後、ハッキネンがクルサードを抜き、シューマッハの背後につきスリップストリームを使う。完璧な反応時間の素早さと全てピタリと決めたマシンコントロールで、1コーナーの手前でイン側からシューマッハに並ぼうとする。シューマッハはインにステアリングを切り、抑えようとした。しかし、ハッキネンは一瞬早くかわして1コーナーを制し、1位ハッキネン、2位シューマッハ、3位クルサードと続いた。4周目迄シューマッハもハッキネンについていったが、その後1周平均0.3秒のペースでハッキネンから引き離されていく。ハッキネンはファステストラップも叩き出し、先行。スタートと1コーナーでの攻防が分岐点となりハッキネンが優勝。シューマッハ、クルサードを抜き、一気にポイントリーダーに躍り出た。
なお、ハッキネンはこのレースの他に、第11戦ドイツGPでは4番グリッド、第6戦ヨーロッパGPは3番グリッド、1998年も既述の第10戦オーストリアGPの他、第14戦イタリアGPの3番グリッドから、それぞれスタートを決めて首位に立っている。

### 2000年第13戦ベルギーGP
第13戦ベルギーGPは、雨は止んでいたが路面が濡れていたことから「ウェットレース」と宣告され、ローリングスタート後、セーフティカーは1周でピットに入った。
PPのハッキネンは1回目のピットストップ後も首位をキープしていたが、13周目にスタブローの濡れた縁石でハーフスピンをした。コースには問題なく戻れたが、2位を走っていたミハエル・シューマッハが抜き、トップに躍り出る。その後、シューマッハは22周目に最後のピットストップをした。ハッキネンは27周目に最後のピットストップをし、タイヤ交換と燃料補給の他にフロントウィングの調整も行った。この時点で順位はそのままだが、ハッキネンはピットアウト後、1周平均0.5秒もシューマッハより速いペースで、追い上げ始める。徐々に差が縮まっていき、40,41周目のオー･ルージュ、ラディオンからケメル･ストレート･エンドまでの区間で、激しい攻防がはじまった。
40周目はハッキネンがシューマッハのスリップストリームに入り、右に動き抜こうとしたが、シューマッハも右に動き、ハッキネンの左フロントウィングとシューマッハの右リアタイヤが接触するバトルとなり、シューマッハはブロックに成功する。41周目は周回遅れのBARホンダのリカルド・ゾンタがおり、ゾンタを左からシューマッハが追い抜こうとすると、シューマッハのスリップストリームに入っていたハッキネンは、ゾンタの右に動き、ゾンタを挟んでシューマッハをオーバーテイクするという離れ業をやってのけた。この追い抜きは「20世紀最高のオーバーテイクだ」とジャーナリストから絶賛された。レースはそのままハッキネンが、残り3周をトップをキープしてチェッカーを受けた。なお、ハッキネンがシューマッハと攻防した40,41周目のオー・ルージュからラディオンを抜けるときのスピードは、当時として初の時速300km/hオーバーとなった。レース後、ハッキネンは「あれは、信じられなかった。僕たちの間に周回遅れがいたんだから、いつもなら追い抜くのは無理だよね」と、シューマッハは「チームから、そんなに簡単には追い付けないだろうと聞いた。2台が隣り合っているなら普通は無理なはずだ。でも、ミカは追い抜いて行ったんだ。予想外だったよ」と語った。
第14戦イタリアGPの記者会見でゾンタは「2台に挟まれて抜かれた瞬間」の事を聞かれた。「ぼくはミハエル（シューマッハ）の分はスペースを左側（外側）に空けておいたが、ミカ（ハッキネン）が右側（内側）から抜くとは想定していなかった」と言い、続けて「驚いた・・・。あいつらクレイジーだと無線で言ったよ」と答えた。その場は、レースと同じ位置で両サイドにハッキネンとシューマッハが座っており、二人は微笑んでゾンタのインタビューを聞いていた。

### 2000年第16戦日本GP
第16戦日本GPは金曜日のFP走行からハッキネンとミハエル・シューマッハのみでタイム更新をし合ったまま、土曜日の予選に突入した。この年も3年連続でふたりのみが最速タイムを出し合う展開となる。シューマッハがトップタイムを出すと、ハッキネンが上回る展開を2回繰り返した。シューマッハがまた逆転し、ハッキネンが最後のアタックで「最終シケインの出口で理想的な加速ができず、そこでタイムを稼げなかった」と言い、0秒009の差でグリッドは、PPにシューマッハ、2番手ハッキネンとフロントローを分け合った。
日曜日の決勝では去年同様、スタートでシューマッハが幅寄せをしてハッキネンをブロックしようとしたが、ハッキネンのスピードが上回り、シューマッハをオーバーテイクした。序盤は1位ハッキネン、2位シューマッハで走り続け、平均4秒前後の差を広げたり縮めたりする緊迫な展開でレースは進行していき、両者（両チーム）のピット戦略で雌雄を決することになる。結果的に1回目、2回目のピットストップをそれぞれハッキネンより後に入ったシューマッハには、天候も味方して勝負の明暗を分けることとなった。
特にハッキネンは2回目のピットアウト時に雨が降り始め、暖まっていないタイヤと戻った位置にはペドロ・デ・ラ・ロサを含め、周回遅れが4台いた。少し勢いを増した雨で周回遅れのマシンたちが濡れてきた路面でライン維持するのを、燃料が重い状態で抜いていくハッキネンに対して、ピットストップをしておらず燃料が軽いシューマッハには前に周回遅れのマシンもおらず、自身3周後に備えていた2度目のピットイン迄、スパートを掛けマージンを稼ぐことができ、逆転に成功した。
13周を残し、首位を守るシューマッハにハッキネンは必死に追い上げるが、平均3秒前後の差のままで状況は変わらず、最後までシューマッハを捕らえることはできなかった。このレースに勝利したシューマッハが2000年のワールドチャンピオンを獲得し、ハッキネンの3年連続ワールドチャンピオンを阻んだ。しかし、ハッキネンはファイナルラップの53周目に降雨の中で1分39秒577のタイムを叩き出し、これはドライ路面で自らが出した最速ラップに0.4秒しか違わず、ブリヂストンのエンジニアたちに「驚異的に速い」と感激させた。

### 2001年第5戦スペインGP
第4戦までマシントラブルで2戦をリタイアしていたハッキネンは、過去3連覇している第5戦スペインGPで挽回するつもりだった。予選でPPはフェラーリのミハエル・シューマッハに譲ったものの、僅かな差でハッキネンは2位。不発に終わった中の1アタックなど、数台のスローカーを抜きまくりながらポールタイムとコンマ4秒余りしか変わらず、フロントローを分け合った。
決勝スタートからポジションは変わらないまま、2人の王者は他を寄せ付けないスピードで圧倒。ハッキネンはシューマッハの平均4秒以内で追走していた。1回目のピットストップ後も順位は変わらない。シューマッハは2回目のピットストップを43周目に行う。一方、ハッキネンは1分21秒台を連発して、2度目のピットストップを7周遅くして入り、順位を逆転してトップに躍り出た。
そのまま首位をキープして、2位シューマッハに40秒の差をつけてファイナルラップに入ったが、3コーナー通過後、突然ハッキネンがスローダウン。マシン下部から火を噴き、ギアボックストラブルにより、半周残したところで止まってしまい、優勝を逃した。結局2位のシューマッハが優勝したが、最後の最後にハッキネンは悲劇に襲われたグランプリとなった。
ハッキネンはチームメイトのデビッド・クルサードのマシンに乗りピットに戻ってきて、優勝したシューマッハを祝福したが、インタビューでは「いまここにサンドバッグがあったら、思い切り不満を打ち込んでやるのに！ もうプッシュする必要はなくて、残り10周からクルージングしてマシンを労わって走ってきたんだ。それがこんなことになるなんて・・・。スピードが落ちていった時に“何とかゴールまで持ってくれ”と祈り、それまで以上に早めのブレーキ、優しくアクセルを踏んで・・・。もうダメだと思った瞬間、何とも言えない気持ちになったけど、これは誰のせいでもないんだ。今の気持ちを言葉で言い表すのは難しい。この結果を受け入れるのには時間がかかりそうだ」と答えた。シューマッハも「コース脇にミカのマシンが見えたときショックだったよ。こんな勝ち方は僕の望んでいるものではないけれど、これもレースなんだ。ミカは本当に気の毒だった」と語った。

### 2001年第11戦イギリスGP
2戦に1回の割合でマシントラブルを被ってきたハッキネンだが、第11戦イギリスGPの予選ではミハエル・シューマッハと争い、結果は0.082秒差でPPをシューマッハに譲り、ハッキネンはフロントローを確保した。チームメイトのデビッド・クルサードは更に0.398秒差の3位であった。決勝前のウォームアップではクルサード、ジョーダンのヤルノ・トゥルーリに続く3番手だったが、1分23秒台のタイムを何周も揃えているという点で最も安定していたのは、ハッキネンだった。レーススタート後、1位シューマッハ、2位ハッキネンのまま1コーナー（コプス）を通過していった。後続はクルサードとトゥルーリが接触事故を起こし、一部のマシンにその影響を与えたが、それ以外のマシンは追走してきた。
2周目からシューマッハとハッキネンは後続を引き離し、両者の対決となった。シューマッハは必死に逃げるが、テール・トゥー・ノーズでハッキネンは背後に張り付いていた。この攻防は5周目のコプスでシューマッハがラインを乱し、大回りをしてしまう。ハッキネンは素早くシューマッハの横に並び、その次のコーナー（マゴッツ）でオーバーテイクした。その後のハッキネンはFL連発でシューマッハを突き放す。ハッキネンとシューマッハの差は、10周目に12秒弱、20周目には26秒まで広がった。22周目でハッキネンは1回目のピットストップ後、1分23秒台にタイムを揃えて、周回を続けていた。2回目のピットインを39周目に行い、それからは後続との差を考慮し、1分24秒台にタイムを揃えて周回を重ね、そのままトップでチェッカーを受けた。60周レースで2位シューマッハに33.646秒も差をつけての優勝であった。FLはハッキネンの1分23秒405。2番手はシューマッハが0秒523の差でつけ、23秒台はハッキネンとシューマッハだけであった。
ハッキネンは最終ラップの最終セクターで極端にスローダウンした。記者会見時に「それはスペインGPのファイナルラップのことが頭によぎったのか？」という質問に対して、「いや、マシンを止めて紅茶を一服してたんだ」と語り、笑いを誘っていた。

## 逸話

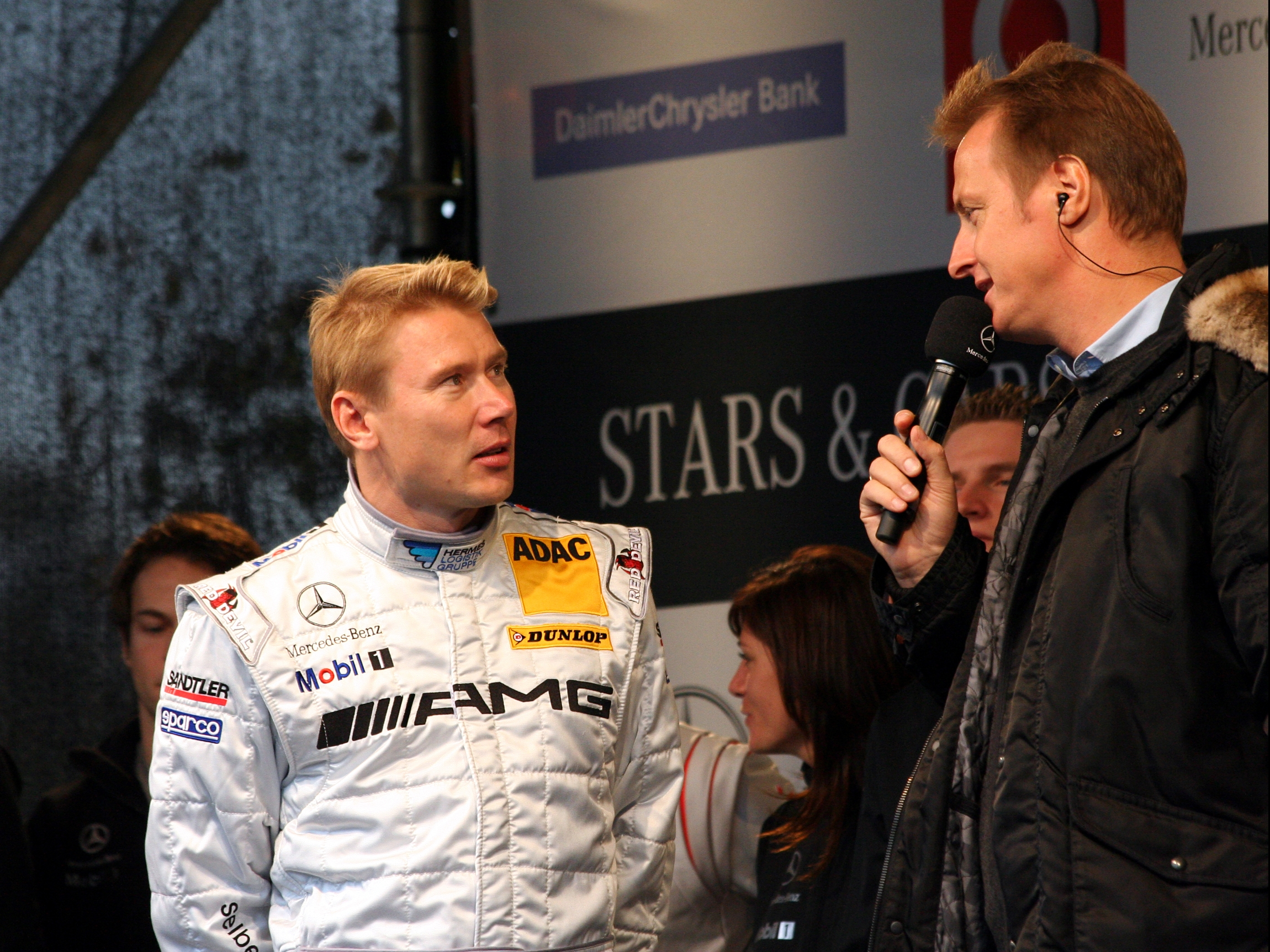
“ STARS & CARS ” で引退を発表（2007年）

### 故郷
生まれ育ったヴァンター市マーティンラークソには、カート時代からのライバルで2歳年上のミカ・サロも住んでいて、それぞれの生家は道路を1本挟んだだけの近さであった。現在、彼らが少年時代を過ごしたこの地域は「MIKA-MIKA-LAND」と呼ばれ、ヘルシンキ市近郊ではちょっとした有名な観光スポットになっている。なお、2人が通学したマーティンラークソ小学校の前に1999年末、2年連続でワールドチャンピオンに輝いた時に記念碑が建てられ、『Mika Häkkinen SQUARE』という広場も作られた。

### 一輪車
ハッキネンは一輪車が得意で、ロータス時代にはパドックで共同記者会見へ一輪車で駆けつけたり、ワールドチャンピオン獲得後、母国フィンランドのサーカスで一輪車に乗って登場するなど、天真爛漫な一面を見せていた。

### 日本との関わり
ハッキネンは日本向けのCMに何本か出演しているが、中でもシオノギ製薬の「新ポポンS錠」は印象深く、1992年（平成4年）の夏から放映されたこのCMは、当時チームメイトであったジョニー・ハーバートと共演した。「F1マシン」「トレーニングジム」「ロータス・スーパーセブン」の3バージョンあったが、ハッキネンがマクラーレンに移籍した為、「ロータス・スーパーセブン」のバージョンはお蔵入りとなった。撮影は同年4月下旬のロンドン近郊のロータスのテストコースで行われ、スケジュールの関係で2日間で3バージョンの撮影を済ますという強行軍であった。CMの企画、演出を担当したワイツーのディレクターである山田眞里によれば、「ハーバートは楽しそうにスピンターンさせ、ハッキネンも笑いが絶えなかった」という。ふたりの仲の良さはよく知られているところだが、映像を見てもフレンドリーな雰囲気が伝わってきていた。
撮影以前からハッキネンのファンだった同社の代表取締役である山田百合子は、ハッキネンを「可愛くてチャーミングでした。素敵な青年という感じ。初めて見たのはマカオGPでしたけど、ミハエル・シューマッハに負けても光ってましたね。既にスーパースターの風格が備わっていて、アイルトン・セナの再来だと確信しました」と回顧している。コースを舞うマシンの華麗さとは別に、トレーニングに汗を流すふたりをフィーチャーしたトレーニング・ジム編も人気が高かった。シーズン中もホテルの部屋をシェアするほどのふたりの親友振りが、この印象的なバージョンを成功させたといっていいだろう。
また、ロータスをスポンサーしていたタミヤ・イエローハット・小松製作所・塩野義製薬の関係で、日本GPのイベントである前夜祭にゲストで招かれたり、マクラーレンのスポンサーであったロイヤル・ダッチ・シェルの日本法人である昭和シェル石油のCMにも出演していた。
またハッキネンがワールドチャンピオンを決めたレースは2回とも日本グランプリであった。

### 大事故と家族
1995年最終戦オーストラリアGPの予選では瀕死の重傷を負うクラッシュに見舞われた。このクラッシュで入院中に献身的に看病をしてくれた同郷の恋人のイリヤ・ホンカネンと1998年に結婚。その後、グランプリ開催毎にイリヤ夫人が腕組みをしながらモニターを観ている姿を、F1中継で映し出される頻度が増えた。真偽はともかくメディアはハッキネンを恐妻家として取り上げ、「イリヤの尻に敷かれるハッキネン」という設定のメルセデス・ベンツのCMがヨーロッパで放送されていた。
2008年2月に各国のメディアで「ハッキネン夫妻が離婚」と報じられた後、後述する別荘の火災の際に新たなガールフレンドの存在が明らかになるなど、本人の公式コメントこそないものの既に離婚したことは確実と見られている。なおイリヤとの間には二人の子供がいるが、親権の所在などは明らかにされていない。2000年に誕生した長男は、マクラーレンのスポンサーであるHUGO BOSSから由来したヒューゴ(Hugo)と名付けられ、誕生直後にFOA(Formula One Administration)より永久パドックパスがプレゼントされ、史上最年少の保持者となった。

### デイモン・ヒル
1996年最終戦日本GPで3位に入賞したハッキネンはレース後の記者会見の席上、このレースで優勝してワールドチャンピオンを決めたデイモン・ヒルから「君にも同じ日が来るよ」と言われた。2年後の1998年同じ最終戦の日本GPにハッキネンが初のワールドチャンピオンを決め、同じ記者会見場で「あの時は想像できなかったけど、ついにこの日が来たよ」と語った。なお、ヒルは「今年のミカのタイトルは、まだ最初の一歩に過ぎない。彼はこれから何度もワールドチャンピオンに輝く力を持っている」とハッキネンのタイトル獲得を賞賛した。

### 悔し泣き
1990年マカオGPで、ミハエル・シューマッハとのクラッシュ後に手袋を叩きつけ、ガードレールを叩きつけ、泣きながらピットに戻った。1999年第14戦イタリアGPのリタイアではステアリングを放り投げてマシンから降り、手袋を地面に叩きつけた後、ピットに戻る途中の森でしゃがんで泣き、その姿が映し出された。

### ユーモア
2000年第7戦モナコGPのハッキネンは予選のアタック中、全てに黄旗が振られ、まともなタイムアタックをできず、グリッドは5番手という不本意なものだった。にもかかわらずモナコに住んでいたハッキネンは、セーフティ・クルーの男とも顔見知りであることから、予選後に黄旗を振ったその男に近づき、彼の背中をこれ見よがしに覗き込み「もう黄旗は持ってないよね？」とジョークを言い、その場にいた周囲の人々を爆笑させた。
また、同年の第16戦日本GPでミハエル・シューマッハに惜敗し、ワールドチャンピオンを失ったハッキネンだが、川井一仁に「ミカ、お疲れ様。ちょっといい？ このあと、ミハエルにログキャビンに誘われたら、どうする？ ほら、カラオケバーだよ」と聞かれ、「ああ、もちろん行くよ。でも、支払いはミハエル持ちだけどね」と答え、ここでもその場にいたジャーナリストやチーム関係者を爆笑させていた。

### 火災
2008年5月に南フランスのプロヴァンス地方にあったハッキネンの3階建て別荘が、火災に遭った。怪我人は無かったが、ふたつの階が大きな損害を受けた。原因はトロフィ陳列キャビネットの電気故障であるとされている。この邸宅は1200万ドル（12億4,848万円）相当の10寝室の規模で、完成したばかりであった。なお、このことについて川井一仁がインタビューを行ったところ、ハッキネン本人はあっけらかんとしており、「トロフィーを失ったから、またレースをしようかな」と語っていたという。

### グラベル
イギリスの自動車番組トップ・ギアに「フィンランドのドライバーは何故速いのか」という特集でジェームズ・メイをメルセデス（市販車）に同乗させコース上で見事なテクニックを披露した。その後はラリー仕様のメルセデスに乗り換えてグラベルコースでテクニックを伝授していたことから、指導力やオフロードでの運転能力も高いと思われる。この様子は番組公式動画で視聴可能

## レース戦績

### 全記録
| シーズン  | カテゴリー                                                             | 所属チーム                                   | 参戦数 | PP | 勝利数 | FL | ポイント | ランキング                      |
| --------- | ---------------------------------------------------------------------- | -------------------------------------------- | ------ | -- | ------ | -- | -------- | ------------------------------- |
| 1974–1986 | カート                                                                 | ?                                            | ?      | ?  | ?      | ?  | ?        | フィンランドチャンピオン6回獲得 |
| 1987      | フィンランド、スウェーデン、スカンジナビアのフォーミュラ・フォード1600 | レイナード                                   | 15     | ?  | 9      | ?  | 40       | チャンピオン                    |
| 1988      | GM・ロータス                                                           | ドラゴン・モータースポーツ                   | 10     | 4  | 3      | 7  | 127      | チャンピオン                    |
| 1988      | オペル・ロータス・ユーロシリーズ                                       | ドラゴン・モータースポーツ                   | 10     | 2  | 4      | 6  | 126      | チャンピオン                    |
| 1989      | イギリスF3                                                             | ドラゴン・モータースポーツ                   | 17     | 2  | 0      | 2  | 18       | 7位                             |
| 1989      | セルネット F3 SuperPrix                                                | ウェスト・サリー・レーシング                 | 1      | 1  | 1      | 1  | N/A      | チャンピオン                    |
| 1989      | マカオGP                                                               | ドラゴン・モータースポーツ                   | 1      | 0  | 0      | 0  | N/A      | リタイア                        |
| 1990      | イギリスF3                                                             | ウェスト・サリー・レーシング                 | 17     | 11 | 9      | 10 | 121      | チャンピオン                    |
| 1990      | イタリアF3                                                             | ウェスト・サリー・レーシング                 | 1      | 0  | 1      | ?  | -        | -                               |
| 1990      | ドイツF3                                                               | ウェスト・サリー・レーシング                 | 1      | 1  | 1      | 1  | 20       | 14                              |
| 1990      | マカオGP                                                               | ウェスト・サリー・レーシング                 | 1      | 1  | 0      | 1  | N/A      | リタイア                        |
| 1990      | インターナショナルF3レース                                             | ウェスト・サリー・レーシング                 | 1      | 0  | 0      | 0  | N/A      | リタイア                        |
| 1991      | F1                                                                     | チーム・ロータス                             | 15     | 0  | 0      | 0  | 2        | 16位                            |
| 1992      | F1                                                                     | チーム・ロータス                             | 15     | 0  | 0      | 0  | 11       | 8位                             |
| 1993      | F1                                                                     | マールボロ・マクラーレン                     | 3      | 0  | 0      | 0  | 4        | 15位                            |
| 1993      | ポルシェ・スーパーカップレース                                         | タグ・ホイヤー・ポルシェAG                   | 2      | 2  | 2      | 2  | -        | -                               |
| 1994      | F1                                                                     | マールボロ・マクラーレン・プジョー           | 15     | 0  | 0      | 0  | 26       | 4位                             |
| 1995      | F1                                                                     | マールボロ・マクラーレン・メルセデス・ベンツ | 15     | 0  | 0      | 0  | 17       | 7位                             |
| 1996      | F1                                                                     | マールボロ・マクラーレン・メルセデス・ベンツ | 16     | 0  | 0      | 0  | 31       | 5位                             |
| 1997      | F1                                                                     | ウエスト・マクラーレン・メルセデス・ベンツ   | 16     | 1  | 1      | 1  | 27       | 6位                             |
| 1998      | F1                                                                     | ウエスト・マクラーレン・メルセデス・ベンツ   | 16     | 9  | 8      | 6  | 100      | チャンピオン                    |
| 1999      | F1                                                                     | ウエスト・マクラーレン・メルセデス・ベンツ   | 16     | 11 | 5      | 6  | 76       | チャンピオン                    |
| 2000      | F1                                                                     | ウエスト・マクラーレン・メルセデス・ベンツ   | 17     | 5  | 4      | 9  | 89       | 2位                             |
| 2001      | F1                                                                     | ウエスト・マクラーレン・メルセデス・ベンツ   | 17     | 0  | 2      | 3  | 37       | 5位                             |
| 2005      | DTM                                                                    | AMG-メルセデス・ベンツ                       | 11     | 1  | 1      | 2  | 30       | 5位                             |
| 2006      | DTM                                                                    | AMG-メルセデス・ベンツ                       | 10     | 0  | 0      | 2  | 25       | 6位                             |
| 2007      | DTM                                                                    | AMG-メルセデス・ベンツ                       | 10     | 2  | 2      | 0  | 22       | 8位                             |

### イギリス・フォーミュラ3選手権
| 年     | チーム                     | エンジン | クラス | 1      | 2     | 3       | 4     | 5       | 6     | 7      | 8       | 9     | 10    | 11    | 12    | 13     | 14    | 15      | 16     | 17     | 順位 | ポイント |
| ------ | -------------------------- | -------- | ------ | ------ | ----- | ------- | ----- | ------- | ----- | ------ | ------- | ----- | ----- | ----- | ----- | ------ | ----- | ------- | ------ | ------ | ---- | -------- |
| 1989年 | ドラゴン・モータースポーツ | トヨタ   | A      | THR 15 | DON C | SIL DSQ | BRH 3 | SIL Ret | BRH 2 | THR 12 | SIL 18  | DON 8 | SIL 5 | SNE 5 | OUL 6 | SIL 10 | BRH 6 | DON Ret | SIL 11 | THR 12 | 7位  | 18       |
| 1990年 | ウェストサリー・レーシング | 無限     | A      | DON 1  | SIL 3 | THR 1   | BRH 1 | SIL 2   | BRH 2 | THR 2  | SIL Ret | DON 6 | SIL 2 | SNE 1 | OUL 1 | SIL 1  | BRH 1 | DON 1   | THR 2  | SIL 1  | 1位  | 121      |

- 太字はポールポジション、斜字はファステストラップ。(key)

### フランス・フォーミュラ3選手権
| 年     | チーム                     | エンジン | 1   | 2   | 3   | 4   | 5   | 6   | 7   | 8   | 9   | 10    | 11  | 12  | 順位 | ポイント |
| ------ | -------------------------- | -------- | --- | --- | --- | --- | --- | --- | --- | --- | --- | ----- | --- | --- | ---- | -------- |
| 1989年 | ドラゴン・モータースポーツ | トヨタ   | NOG | LED | MAG | PAU | DML | ROU | CHA | LEC | ALB | BUG 3 | CET | DIJ | NC†  | 0†       |

- 太字はポールポジション、斜字はファステストラップ。(key)
- † : ゲストドライバーとしての出走であるため、ポイントは加算されない。

### マカオグランプリ
| 年     | チーム                       | シャーシー/エンジン | 予選 | レース1 | レース2 | 総合順位 |
| ------ | ---------------------------- | ------------------- | ---- | ------- | ------- | -------- |
| 1989年 | ドラゴン・モータースポーツ   | レイナード・トヨタ  | 15位 | 14      | DNF     | NC       |
| 1990年 | アラン・ドッキングレーシング | ラルト・無限        | 1位  | 1       | DNF     | NC       |

### ドイツ・フォーミュラ3選手権
| 年     | チーム                                 | エンジン | クラス | 1   | 2   | 3   | 4   | 5   | 6   | 7   | 8   | 9   | 10  | 11    | 順位 | ポイント |
| ------ | -------------------------------------- | -------- | ------ | --- | --- | --- | --- | --- | --- | --- | --- | --- | --- | ----- | ---- | -------- |
| 1990年 | マルボーロ・ウエストサリー・レーシング | トヨタ   | A      | ZOL | HOC | NÜR | AVU | WUN | NOR | ÖST | DIE | NÜR | NÜR | HOC 1 | 14位 | 20       |

- 太字はポールポジション、斜字はファステストラップ。(key)

### F1
| 年     | チーム       | シャシー | 1       | 2       | 3       | 4       | 5       | 6       | 7       | 8       | 9       | 10      | 11      | 12      | 13      | 14      | 15      | 16      | 17      | ランキング | ポイント |
| ------ | ------------ | -------- | ------- | ------- | ------- | ------- | ------- | ------- | ------- | ------- | ------- | ------- | ------- | ------- | ------- | ------- | ------- | ------- | ------- | ---------- | -------- |
| 1991年 | ロータス     | 102B     | USA 13  | BRA 9   | SMR 5   | MON Ret | CAN Ret | MEX 9   | FRA DNQ | GBR 12  | GER Ret | HUN 14  | BEL Ret | ITA 14  | POR 14  | ESP Ret | JPN Ret | AUS 19  |         | 16位       | 2        |
| 1992年 | ロータス     | 102D     | RSA 9   | MEX 6   | BRA 10  | ESP Ret | SMR DNQ |         |         |         |         |         |         |         |         |         |         |         |         | 8位        | 11       |
| 1992年 | ロータス     | 107      |         |         |         |         |         | MON Ret | CAN Ret | FRA 4   | GBR 6   | GER Ret | HUN 4   | BEL 6   | ITA Ret | POR 5   | JPN Ret | AUS 7   |         | 8位        | 11       |
| 1993年 | マクラーレン | MP4/8    |         |         |         |         |         |         |         |         |         |         |         |         |         | POR Ret | JPN 3   | AUS Ret |         | 15位       | 4        |
| 1994年 | マクラーレン | MP4/9    | BRA Ret | PAC Ret | SMR 3   | MON Ret | ESP Ret | CAN Ret | FRA Ret | GBR 3   | GER Ret | HUN EX  | BEL 2   | ITA 3   | POR 3   | EUR 3   | JPN 7   | AUS 12  |         | 4位        | 26       |
| 1995年 | マクラーレン | MP4/10   | BRA 4   | ARG Ret | SMR 5   | ESP Ret | MON Ret | CAN Ret |         |         |         |         |         |         |         |         |         |         |         | 7位        | 17       |
| 1995年 | マクラーレン | MP4/10B  |         |         |         |         |         |         | FRA 7   | GBR Ret | GER Ret | HUN Ret | BEL Ret | ITA 2   |         |         | PAC Inj | JPN 2   | AUS DNS | 7位        | 17       |
| 1995年 | マクラーレン | MP4/10C  |         |         |         |         |         |         |         |         |         |         |         |         | POR Ret | EUR 8   |         |         |         | 7位        | 17       |
| 1996年 | マクラーレン | MP4/11   | AUS 5   | BRA 4   | ARG Ret | EUR 8   | SMR 8   |         | ESP 5   | CAN 5   | FRA 5   |         |         |         |         |         |         |         |         | 5位        | 31       |
| 1996年 | マクラーレン | MP4/11B  |         |         |         |         |         | MON 6   |         |         |         | GBR 3   | GER Ret | HUN 4   | BEL 3   | ITA 3   | POR Ret | JPN 3   |         | 5位        | 31       |
| 1997年 | マクラーレン | MP4-12   | AUS 3   | BRA 4   | ARG 5   | SMR 6   | MON Ret | ESP 7   | CAN Ret | FRA Ret | GBR Ret | GER 3   | HUN Ret | BEL DSQ | ITA 9   | AUT Ret | LUX Ret | JPN 4   | EUR 1   | 6位        | 27       |
| 1998年 | マクラーレン | MP4-13   | AUS 1   | BRA 1   | ARG 2   | SMR Ret | ESP 1   | MON 1   | CAN Ret | FRA 3   | GBR 2   | AUT 1   | GER 1   | HUN 6   | BEL Ret | ITA 4   | LUX 1   | JPN 1   |         | 1位        | 100      |
| 1999年 | マクラーレン | MP4-14   | AUS Ret | BRA 1   | SMR Ret | MON 3   | ESP 1   | CAN 1   | FRA 2   | GBR Ret | AUT 3   | GER Ret | HUN 1   | BEL 2   | ITA Ret | EUR 5   | MAL 3   | JPN 1   |         | 1位        | 76       |
| 2000年 | マクラーレン | MP4-15   | AUS Ret | BRA Ret | SMR 2   | GBR 2   | ESP 1   | EUR 2   | MON 6   | CAN 4   | FRA 2   | AUT 1   | GER 2   | HUN 1   | BEL 1   | ITA 2   | USA Ret | JPN 2   | MAL 4   | 2位        | 89       |
| 2001年 | マクラーレン | MP4-16   | AUS Ret | MAL 6   | BRA DNS | SMR 4   | ESP 9   | AUT DNS | MON Ret | CAN 3   | EUR 6   | FRA DNS | GBR 1   | GER Ret | HUN 5   | BEL 4   | ITA Ret | USA 1   | JPN 4   | 5位        | 37       |

- 太字はポールポジション、斜字はファステストラップ。(key)

合計
| 出走 | 予選通過 | ポールポジション | 優勝 | ファステストラップ | 獲得ポイント |
| ---- | -------- | ---------------- | ---- | ------------------ | ------------ |
| 164  | 161      | 26               | 20   | 25                 | 420          |

### ドイツツーリングカー選手権
| 年     | チーム    | 使用車両                          | 1      | 2      | 3      | 4      | 5       | 6       | 7      | 8      | 9       | 10      | 11     | 順位 | ポイント |
| ------ | --------- | --------------------------------- | ------ | ------ | ------ | ------ | ------- | ------- | ------ | ------ | ------- | ------- | ------ | ---- | -------- |
| 2005年 | HWAチーム | メルセデス・ベンツ・C-クラス 2005 | HOC 8  | LAU 3  | SPA 1  | BRN 13 | OSC Ret | NOR Ret | NÜR 4  | ZAN 12 | LAU 12  | IST 2   | HOC 15 | 5位  | 30       |
| 2006年 | HWAチーム | メルセデス・ベンツ・C-クラス 2006 | HOC 4  | LAU 3  | OSC 9  | BRH 11 | NOR 3   | NÜR 12  | ZAN 11 | CAT 11 | BUG 2   | HOC Ret |        | 6位  | 25       |
| 2007年 | HWAチーム | メルセデス・ベンツ・C-クラス 2007 | HOC 10 | OSC 17 | LAU 1* | BRH 4  | NOR 9   | MUG 1   | ZAN 7  | NÜR 10 | CAT DSQ | HOC 17  |        | 8位  | 22       |

- 太字はポールポジション、斜字はファステストラップ。(key)
- * オフィシャルがいくつかのジャッジミスをしたため、半ポイントの獲得となった。